# Erwin Rommel
Johannes Erwin Eugen Rommel (pronunciado /ˈɛʁviːn ˈʁɔməl/ (escucharⓘ)) (Heidenheim an der Brenz, Reino de Wurtemberg, Imperio alemán, 15 de noviembre de 1891-Herrlingen, Estado Libre Popular de Wurtemberg, Alemania nazi, 14 de octubre de 1944) fue un general alemán, quien sirvió como mariscal de campo en la Wehrmacht de la Alemania nazi durante la Segunda Guerra Mundial. Popularmente apodado «El Zorro del Desierto» (en alemán: Wüstenfuchs), se considera uno de los generales más populares de la Alemania nazi hasta el día de hoy.
Rommel fue un militar muy condecorado durante la Primera Guerra Mundial y recibió la prestigiosa medalla Pour le Mérite por sus acciones en el frente italiano. En 1937 publicó su libro clásico de tácticas militares, La infantería al ataque, basado en sus experiencias durante la Gran Guerra. En la Segunda Guerra Mundial se distinguió como comandante de la 7.ª División Panzer durante la invasión de Francia en 1940. Con su actuación al mando de fuerzas alemanas e italianas durante la Campaña en África del Norte al frente del Afrika Korps se ganó una gran reputación como el más hábil comandante de tanques de la guerra y el apodo de Wüstenfuchs, Zorro del Desierto. Entre sus rivales británicos también adquirió fama por su caballerosidad, razón por la que la campaña norteafricana se conoce también como «la guerra sin odio». Más tarde comandó a las fuerzas alemanas que se enfrentaron a los Aliados en la invasión de Normandía en junio de 1944.
Rommel apoyó la toma del poder por los nazis y Adolf Hitler, aunque se mostró contrario al antisemitismo y la ideología nazi, mientras que su conocimiento del Holocausto sigue siendo materia de debate entre los historiadores. Rommel pudo haber estado implicado en el atentado del 20 de julio de 1944 para matar a Hitler. Debido a su estatus como héroe nacional, Hitler quiso deshacerse de él de manera discreta en lugar de ejecutarlo como al resto de los implicados. Por eso, a Rommel le dieron la oportunidad de suicidarse a cambio de que su reputación se mantuviera intacta y de que su familia no fuera perseguida después de su muerte, o de lo contrario encarar un juicio que resultaría en su desgracia y ejecución. Eligió el suicidio con una píldora de cianuro. Al mariscal se le concedió un funeral de Estado y se dijo a la opinión pública que había sucumbido a las heridas sufridas por el ametrallamiento de su coche en Normandía.
Rommel se convirtió en una verdadera leyenda tanto en la propaganda nazi como en la de los Aliados, así como después de la guerra en la cultura popular porque muchos estudiosos lo describieron como un hombre apolítico, un comandante brillante y una víctima del Tercer Reich. Sin embargo, esta semblanza ha sido discutida por otros escritores como un simple mito. La reputación de Rommel como partidario de una guerra limpia fue usada interesadamente en el rearme de la Alemania Occidental y en la reconciliación entre antiguos enemigos: Estados Unidos y Reino Unido por un lado y la República Federal de Alemania, por otro. Varios de los antiguos subordinados de Rommel, especialmente su jefe de personal Hans Speidel, jugaron un papel clave en el rearme de Alemania y en la integración del país en la OTAN ya en la posguerra. La mayor base militar del ejército alemán, el Cuartel Mariscal de Campo Rommel en Augustdorf, se llama así en su honor.

## Nacimiento y primeros años
Erwin Johannes Eugen Rommel nació el 15 de noviembre de 1891 en Heidenheim an der Brenz, un pequeño pueblo a unos 45 km de Ulm, en Wurtemberg. Era el segundo hijo de Erwin Rommel y Helene von Luz. Ambos progenitores profesaban la fe protestante, por lo que el joven Erwin Johannes Eugen fue bautizado en la misma el 17 de noviembre del mismo año. Tanto su padre como su abuelo paterno eran profesores de matemáticas de cierto renombre, mientras que la madre era la primogénita de Karl von Luz, quien fuera gobernador civil en Ulm (Regierungs-Präsident). Sus padres eran por tanto gente conocida y respetada en su entorno, aunque de clase burguesa. Tuvo cuatro hermanos: Manfred murió siendo niño; Helena se dedicó también a la enseñanza en Stuttgart; Karl sirvió en la Primera Guerra Mundial como piloto y resultó lisiado al contraer la malaria estando de servicio en el Imperio otomano; y Gerhardt siguió una carrera como cantante de ópera con moderado éxito.
Rommel podría ser clasificado durante su periodo infantil como el hijo que cualquier madre querría tener. «Era un niño muy dócil y amable. Bajito para su edad [...] hablaba muy lentamente y sólo después de reflexionar mucho. Tenía muy buen carácter, era amistoso y no se asustaba por nada». En 1898, el padre de Erwin Rommel es nombrado director del Realgymnasium de Aalen, un importante centro de enseñanza en su tiempo. El joven Erwin Johannes empezó a asistir a dicho colegio, en donde mostró síntomas propios de un superdotado: se aburría en clase, no mostraba ningún interés por las materias tratadas y, sin embargo, aprobaba año tras año sin ningún esfuerzo. Era reservado y se mantenía a distancia de sus demás compañeros.

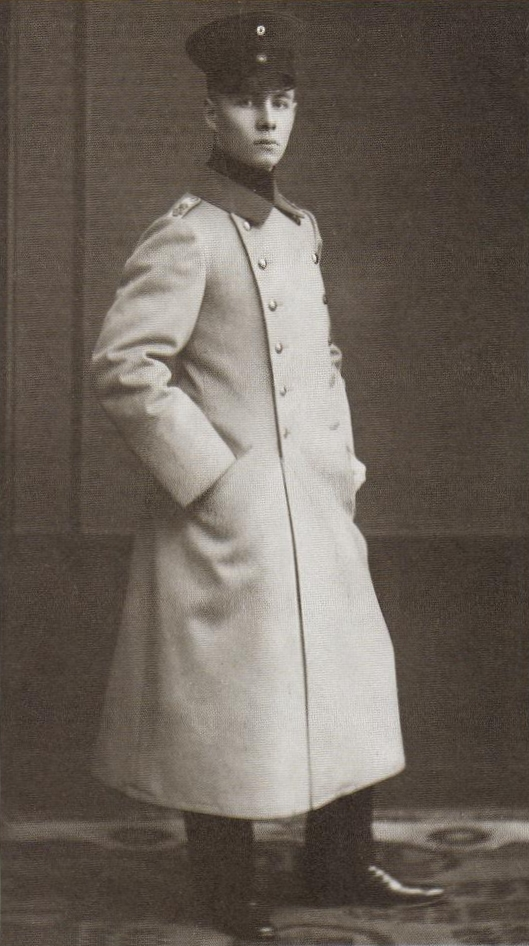
Erwin Rommel en su juventud.

Durante su adolescencia la situación cambió para mejor. Desaparece su mansedumbre infantil, reemplazada por el estallido continuo de energía que le caracterizaría ya durante todo el resto de su vida. Comenzó a interesarse por todo tipo de actividades deportivas, especialmente el esquí y la bicicleta. Sus notas mejoraron de manera muy apreciable, consiguiendo graduarse con buenas calificaciones. Junto con un amigo suyo llamado Keitel (sin relación con el mariscal del mismo nombre) construyó un modelo de planeador a tamaño natural. Consideró la idea de estudiar ingeniería, pero ante la oposición de su padre se alistó en el ejército. Presentó solicitudes en regimientos de artillería e ingenieros, pero en ambos le comunicaron que no había plazas disponibles. Así que se presentó a infantería. Durante las pruebas médicas le diagnosticaron una hernia inguinal, de la que se operó. Tras una convalecencia de casi cuatro meses, el 19 de julio de 1910 se incorporó al 124.º regimiento de infantería «König Wilhelm I» (6.º de Wurttemberg) en Weingarten con el rango de «aspirante» (cadete).
En el sistema alemán, los aspirantes a oficiales debían cumplir un tiempo de servicio como soldados antes incluso de ser enviados a la academia de oficiales. Rommel fue ascendido a cabo en octubre y a sargento en diciembre. En marzo de 1911 fue destinado a la Kriegsschule (escuela de guerra) de Dánzig. Allí conoció, a través de un amigo suyo de la academia, a Lucie Marie Mollin, hija de un terrateniente prusiano que se encontraba en Dánzig estudiando idiomas. Completamente enamorado, empezó con ella una relación formal que les conduciría al matrimonio unos años después, en 1916, durante un corto permiso en la Primera Guerra Mundial. El matrimonio produjo bastante malestar en la familia de la novia, ya que eran católicos y no veían el enlace con buenos ojos.
Cuando Rommel volvió a su regimiento tras graduarse en enero de 1912, se mantuvieron en contacto escribiéndose prácticamente a diario, costumbre que Rommel mantendría inalterada en todos sus posteriores periodos de separación. Su viuda Lucie Marie Rommel logró conservar grandes cantidades de esas cartas a pesar de los saqueos sufridos durante la Segunda Guerra Mundial.
En 1913 fallece su padre de forma súbita. Su madre siguió viviendo en la casa familiar, manteniendo el contacto de forma fluida con todos sus hijos hasta su muerte en 1940.
En 1928, Erwin y Lucie tuvieron a su único hijo, Manfred Rommel, que con los años sería secretario de Estado y alcalde de Stuttgart. Sin embargo, los historiadores John Bierman y Colin Smith afirman que Rommel tuvo una aventura en 1913 con Walburga Stemmer, una joven frutera de Weingarten. De esa relación extramatrimonial nacería Gertrud Pan. Según los autores, Walburga se suicidó en 1928, al enterarse del nacimiento de Manfred.

## Primera Guerra Mundial
En los dos años que transcurren desde su nombramiento como teniente (Leutnant) hasta el inicio de la Primera Guerra Mundial, Rommel se dedica principalmente a tareas de instrucción de tropa, actuando como jefe de sección. Destaca especialmente por su entusiasmo, su capacidad didáctica y su total seriedad. No fuma, no bebe, no asiste a bailes ni locales de alterne y (posiblemente por considerarse comprometido) no se le conoce ni una sola relación sentimental más que con su adorada Lucie (exceptuando la supuesta con Walburga). Sus compañeros durante dicho periodo le recuerdan como un joven oficial, sociable pero reservado, con mayor tendencia a escuchar que a hablar, pero muy independiente a nivel intelectual.
En marzo de 1914 es destinado como jefe de sección, en un programa de intercambio interarmas, a una de las baterías del 49.º regimiento de artillería, estacionado en Ulm. Con el estallido de la Primera Guerra Mundial, recibe orden de volver a su regimiento el 31 de julio de 1914, y se pone en marcha unos días después hacia la frontera francesa.

### Primeras acciones: Francia, 1914-1916
Su regimiento estaba adscrito al XIII Cuerpo de Wurtemberg, bajo el mando del general Von Fabeck. Este cuerpo formaba parte del V Ejército alemán, cuya misión era actuar como el extremo interior del «rodillo» que el Plan Schlieffen esperaba lanzar sobre Bélgica y Francia. La zona de acción del regimiento de Rommel era justo enfrente de las Ardenas meridionales. Estas son algunas de sus acciones en dicho frente, extraídas principalmente de su libro de memorias:
Su primera acción de guerra fue en las cercanías de Longwy, en la frontera franco-belga. El 22 de agosto de 1914 su sección ocupa su posición en el frente. Rommel, después de casi 24 horas a caballo actuando como oficial de enlace, sale de exploración acompañado por dos soldados y un suboficial. Localiza a un grupo de entre quince y veinte soldados franceses acampados a cierta distancia de sus propias posiciones. Decide aprovechar la sorpresa y abre fuego contra ellos junto a sus tres acompañantes. Se retira en cuanto empiezan a recibir disparos de vuelta, dejando muertos o heridos a unos diez franceses, sin bajas propias.
El 24 de septiembre, mientras actúa como enlace en solitario, se da de bruces con una patrulla francesa de cinco soldados. Abre fuego contra ellos, sin dudarlo, y abate a dos antes de que se le acabe la munición. En lugar de pararse a recargar, carga a la bayoneta contra los tres restantes, poniéndolos en fuga, aunque sufriendo una herida de bala en el muslo. Por esta acción recibió la Cruz de Hierro de segunda clase, y más tarde escribiría en sus memorias una célebre frase: «En combate cercano, la victoria es del que tiene una bala más en el cargador».
El 29 de enero de 1915 se infiltra de madrugada con toda su sección tras las líneas francesas, aprovechando un tramo desenfilado de alambrada que ha descubierto en una de sus salidas de exploración. Consigue capturar cuatro casamatas francesas en un asalto por sorpresa, y procede luego a defenderlas durante todo el día contra los continuos intentos de contraataque por parte de un batallón francés. Pierde una de las casamatas, pero la recupera en una nueva carga a la bayoneta por sorpresa. Al final del día, cuando se hace evidente que ninguna otra unidad de su batallón está aprovechando la brecha abierta, ordena la retirada. Toda la operación le costó tan solo doce bajas entre muertos y heridos. A raíz de ello, recibió una severa reprimenda de su oficial en jefe por tomar iniciativas temerarias en el campo de batalla, y fue más tarde premiado con la Cruz de Hierro de primera clase.
En octubre de 1915 Rommel fue ascendido a Oberleutnant (Teniente primero) y trasladado al recientemente creado WGB (Württembergische Gebirgsbataillon), en el que recibió el mando de una compañía. Pasó casi un año sin más actividad, estacionado en los Vosgos, durante el cual se casó con Lucie. No llegó a vivir los peores momentos de la guerra de posiciones en Francia, pero ya mostraba una gran independencia en la toma de decisiones. Aunque se haría famoso (sobre todo posteriormente) por sus arriesgadas y veloces acciones, en este periodo muestra un enorme interés por las fortificaciones y atrincheramientos, obligando a sus hombres a cavar trincheras tan pronto como se estacionaban en alguna parte. Entendía (y así lo recogió en sus memorias) que esa era la única forma en que la infantería en posición estática podía sustraerse al efecto de la artillería. Su sección tuvo la menor cantidad de muertos y heridos de su regimiento en todo ese periodo.

### Guerra de movimiento: Rumanía, 1914-1916
El 27 de agosto de 1916, Rumanía declaró la guerra a las Potencias Centrales. El WGB fue trasladado a dicho frente, integrado en el Alpenkorps. El WGB no era un batallón tradicional; estaba formado por seis compañías de fusileros en lugar de cuatro, más seis compañías de ametralladoras. Al ser una unidad puramente de montaña, se esperaba de sus mandos que pudiera operar independientemente si la situación lo requería, y tenía una formación muy flexible: normalmente no combatía como una sola unidad cohesionada, sino que era dividida en dos o más grupos tácticos independientes (Abteilungen) según las circunstancias. Era el destino ideal para Rommel, que se encontró casi desde el principio al mando de grupos independientes, a veces sólo su propia compañía, a veces varias, en alguna ocasión incluso controlando todo el batallón.
El ejército rumano intentó casi siempre una defensa estática, ubicando posiciones fortificadas en lo alto de cimas abruptas o cerrando
pasos de montaña. La respuesta más empleada por Rommel consistía en infiltrarse tras las líneas rumanas con sus fuerzas, aprovechando
repechos y desfiladeros, tendiendo una línea telefónica de campaña tras de sí. Si conseguía pasar inadvertido, lanzaba un ataque sorpresa al amanecer, a veces coordinado con fuego de cañón o de ametralladora. Una vez detrás de
las líneas, nunca dudaba en atacar, sin importarle la inferioridad numérica: afirmaba que la sorpresa y el efecto psicológico al encontrarse el enemigo en zonas consideradas seguras requería de las tropas una gran moral y calidad, para reponerse y plantar cara de forma efectiva, calidad que no creía existiera en el caso de los rumanos.
Ejemplo de lo acertado de su planteamiento es la conquista y posterior defensa del conjunto de posiciones fortificadas alrededor del monte Cosna, del 10 al 18 de agosto de 1917. Para dicha acción Rommel recibió el mando de tres de las compañías de fusileros y dos de ametralladoras. Durante el asalto inicial el día 10 recibió un balazo en el antebrazo izquierdo, a pesar del cual se mantuvo al mando hasta que los rumanos cesaron en sus intentos de contraataque. Los días 19 y 20, con el enemigo detenido y ya totalmente extenuados, Rommel y sus hombres se lanzaron al asalto de las últimas posiciones rumanas, capturándolas.

### Italia, 1917-1918

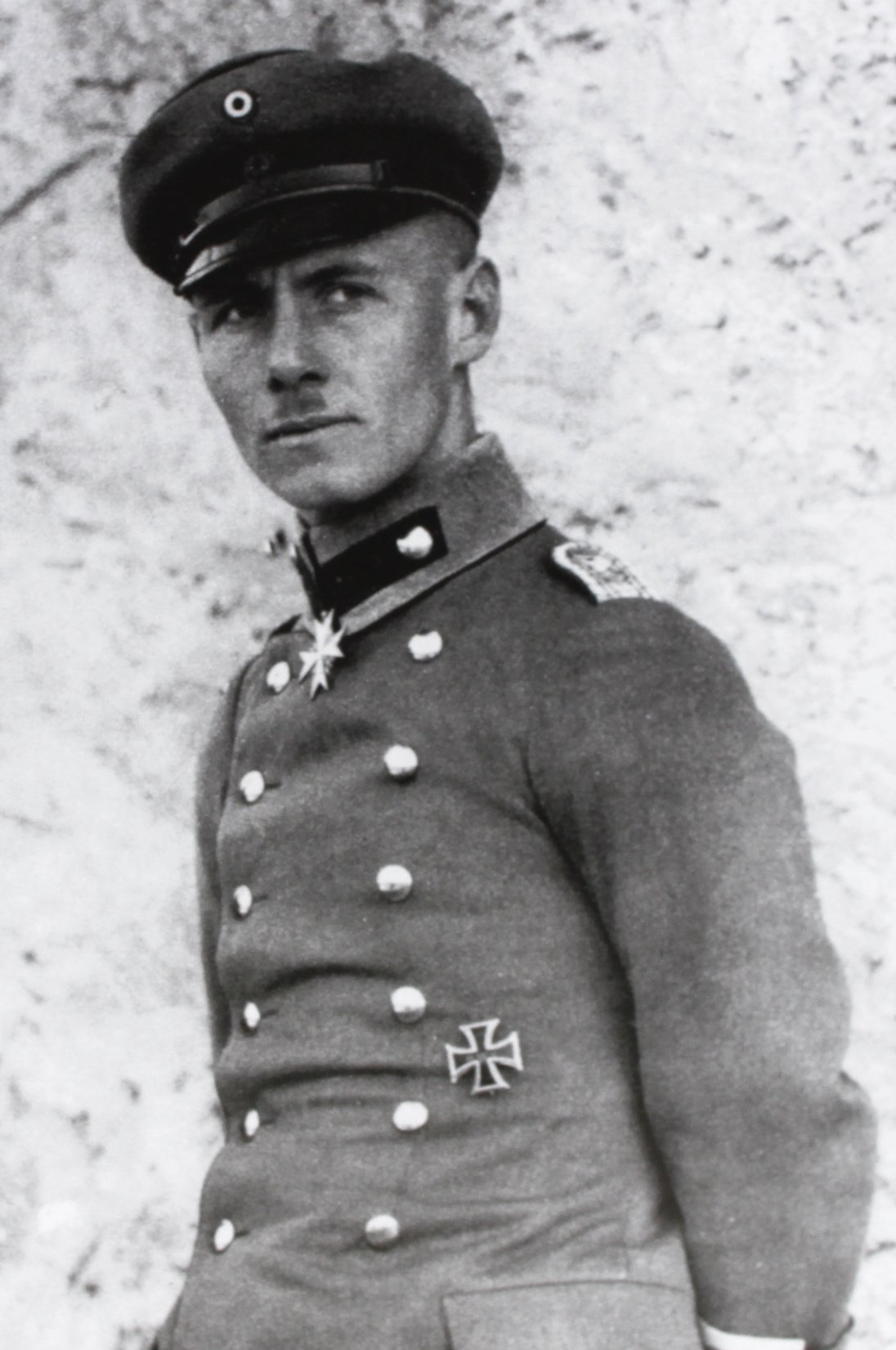
El teniente Rommel durante la batalla de Caporetto (1917).

Rommel se estrenó en el frente italiano el 26 de octubre de 1917 en la batalla de Caporetto (conocida por los alemanes como 12.ª batalla del Isonzo), en la que tuvo un papel muy destacado. Su batallón fue asignado como unidad de reserva para apoyar una penetración realizada por dos batallones bávaros. Sin embargo, el asalto pronto quedó atascado frente a las líneas italianas. Rommel, con dos compañías, se infiltró tras las líneas cruzando el Isonzo y tomó a bayoneta las posiciones de una batería italiana. En los combates subsiguientes, Rommel mandó aviso a su comandante de batallón, Sprösser, junto con más de mil prisioneros italianos, informando que había conseguido romper las líneas.
Al recibir la noticia, su comandante le envió cuatro compañías más, con la orden de sostener la brecha. Rommel, con seis compañías bajo su mando, prosiguió su infiltración en territorio italiano, emboscando en la carretera hacia el Monte Matajur una columna de refresco. Sorprendidos totalmente, los italianos apenas ofrecieron resistencia, siendo capturados unos 2000 hombres y 50 oficiales de la 4.ª brigada de Bersaglieri, con todo su armamento e impedimenta.
Gratamente sorprendido por la falta de combatividad italiana al ser tomados desprevenidos, Rommel decidió proseguir el avance con algo menos de una compañía, a marchas forzadas durante el resto del día y durante la noche. Al amanecer del día 29, localizó un enorme campamento de la brigada Salerno. Rommel, con dos oficiales y algunos soldados, se plantó en el centro del campamento informando a los italianos que estaban totalmente rodeados y tenían 15 minutos para rendirse. Sorprendidos y atónitos, los oficiales italianos no se dieron cuenta del engaño y se rindieron, aumentando la lista de prisioneros en 1500 hombres y otra cincuentena de oficiales.

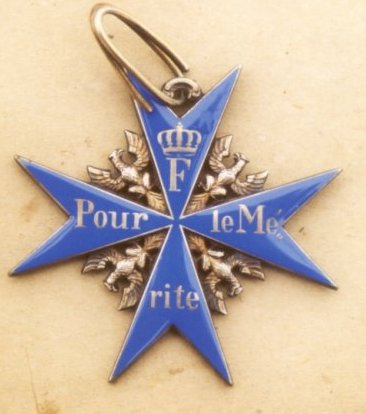
Sus acciones en Italia supusieron para Rommel la codiciada Pour le Mérite.

Cuando Rommel finalmente escaló el monte Matajur (1643 m s. n. m.) y lanzó las bengalas acordadas para señalar su avance con éxito, llevaba junto con sus exhaustas tropas más de 50 horas de actividad ininterrumpida, marchando a lo largo de más de 19 km en un terreno montañoso, capturando en el proceso unos 150 oficiales, 9000 hombres y 81 cañones de distinto calibre, sin apenas bajas propias. Cinco regimientos italianos al completo fueron borrados del orden de batalla por una fuerza que nunca llegó a sumar más de seis compañías. Este tremendo éxito le supuso la concesión de la más alta condecoración prusiana, la codiciada Pour le Mérite, y el ascenso a capitán (Hauptmann) en octubre de 1917.
Asombrado en extremo por la baja moral de los italianos, empezó una furiosa persecución de las fuerzas enemigas en fuga. Cruzó las heladas aguas del Piave apenas unos días después junto con seis hombres, en plena noche, y con esas ridículas fuerzas atacó Longarone, obligando a rendirse a la numerosa guarnición. Una vez hubo cruzado el resto de su grupo táctico, consiguió nuevos éxitos en la zona de Longarone, repeliendo un último y desesperado ataque nocturno por parte de los italianos, en el que estuvo a punto de ser arrollado y hecho prisionero. El 31 de diciembre de 1917, Rommel recibió un nuevo destino, ayudante de campo en un Estado Mayor (General Kommando 64). Para su tremendo disgusto pasó el resto de la guerra en funciones administrativas.

## El periodo de entreguerras (1918-1939)
Tras la capitulación alemana de 1918 se firmó el Tratado de Versalles, por el que los Aliados trataron de evitar que Alemania mantuviera la capacidad de alzarse nuevamente en armas. En el entorno militar, nadie dudaba que antes de la capitulación aún era posible la defensa. Las únicas tropas enemigas que habían pisado suelo alemán desde la fallida ofensiva rusa de 1914 habían sido tomadas como prisioneros, habiendo de todas las nacionalidades. La conmoción que supuso la rendición prácticamente incondicional, unida a la desmovilización forzosa, dejó una gran cantidad de militares resentidos que no tardaron en unirse en masa a los Freikorps.
Ese no fue el caso de Rommel. El plan de desmovilización y reorganización diseñado por su comandante en jefe, el general Hans von Seeckt, redujo en efecto las fuerzas armadas alemanas a unos 100 000 hombres liderados por 4000 oficiales. Sin embargo, la reducción no fue al azar. Se conservó en activo a todo oficial que hubiera demostrado disciplina, capacidad formativa, valor y decisión en el terreno, ya que ese pequeño ejército de la República de Weimar debía convertirse, en cuanto fuera posible, en el núcleo de mando de un nuevo ejército alemán. El plan secreto de Von Seeckt, conocido y aprobado por todos los oficiales que permanecieron en el ejército, consistía en producir una sobrecualificación en todo el escalafón: entrenar a todo el personal de forma que pudiera cubrir las responsabilidades correspondientes a un rango por lo menos dos veces superior al que ostentase. De esa forma, cuando llegara el momento, se podría iniciar de nuevo el reclutamiento, ascender a los miembros del ejército preexistente y organizar rápidamente un ejército de un tamaño muy superior. Rommel era, en ese contexto, el oficial ideal.
Tras ir a buscar a su esposa, enferma y aislada en Dánzig tras la entrega del «pasillo» a Polonia, en 1919 recibió el mando de una compañía con la que fue destinado a la cuenca del Ruhr hasta 1921, realizando tareas de mantenimiento del orden. De ahí fue trasladado al 13.er Regimiento de Infantería, de vuelta en Stuttgart. Ejerció como Capitán (Hauptmann) hasta el 1 de octubre de 1929, momento en el que fue destinado como instructor a la Academia de Infantería de Dresde. Durante sus clases solía emplear los ejemplos que más a mano tenía: sus propias acciones durante la guerra. Desempolvó sus diarios de campaña, con multitud de esbozos y mapas hechos a mano por él mismo, y los utilizó en sus clases, repasando cada acción una y otra vez, resaltando los aciertos y los errores, animando a sus alumnos a sacar sus propias conclusiones. Es bien conocido un incidente en el que, revisando los inicios del Plan Schlieffen en clase, preguntó la opinión sobre cierta parte del mismo a uno de sus alumnos. Cuando el aludido empezó a recitar la respuesta, Rommel le interrumpió, diciéndole «ya sé lo que opinaba el Estado Mayor General al respecto. Le estoy preguntando lo que opina usted».

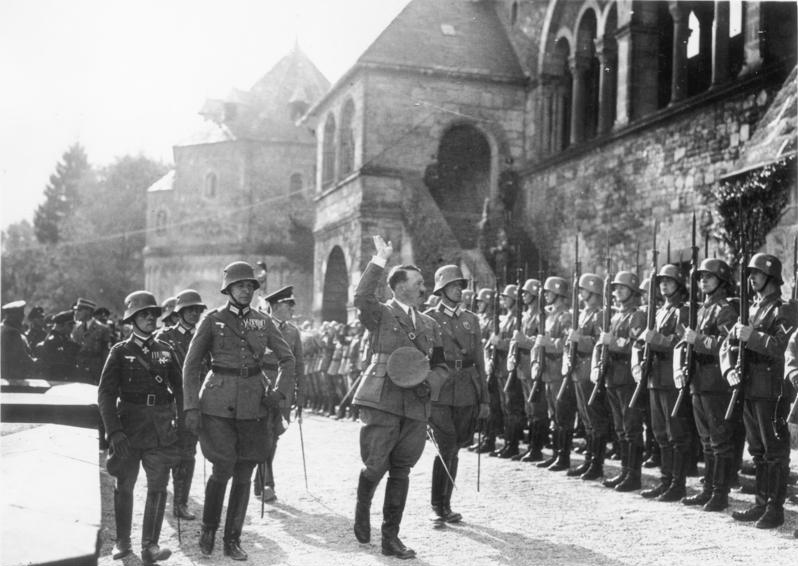
El mayor Rommel junto a Hitler en Goslar el 30 de septiembre de 1934.

Siguió como oficial instructor durante cuatro años, hasta que el 1 de abril de 1932 fue ascendido a mayor y puesto al mando del 3.er Batallón del 17.º Regimiento de Infantería, una unidad de tropas de montaña. Fue al mando de este batallón cuando se produjo el primer contacto entre Adolf Hitler y Rommel, incluyendo un conocido encontronazo entre este último y las Schutzstaffel (SS): Durante la Pascua de 1935 Hitler debía presidir un acto castrense en el que el 3.er Batallón se formaría enfrente del jefe del Estado. Rommel recibió aviso de que un pelotón de las SS se formaría entre su batallón y Hitler, haciéndose responsable de su seguridad. Rommel lo tomó como un insulto, alegando que si el Jefe del Estado no se sentía seguro frente a sus propios soldados, no tenía ninguna intención de hacerles formar. Finalmente, tras la intervención personal de Heinrich Himmler y Joseph Goebbels, las SS no se formaron y Hitler felicitó a Rommel por su batallón.
El 15 de octubre de 1935, con el rearme alemán funcionando a plena potencia, Rommel es ascendido a teniente coronel (Oberstleutnant) y recibe el traslado como instructor a la Academia de Guerra de Potsdam. Es un hecho poco conocido el que, durante su época en Potsdam, estuvo también temporalmente a cargo de la instrucción de las Juventudes Hitlerianas (en alemán Hitlerjugend, HJ). Duró poco en el cargo; su jefe directo, Baldur von Schirach, pretendía militarizar la organización, a lo que Rommel se negaba. Argumentaba que el objetivo debía ser educativo, persiguiendo más la forja del carácter que la consecución de habilidades militares. Al recibir la negativa de Schirach, le indicó ácidamente que si tanto deseaba entrenar soldados, debería empezar por convertirse él mismo en uno. A los pocos días Rommel era relevado de su cargo como instructor jefe de la Hitlerjugend, como ya se esperaba.
En 1937 recoge sus memorias y los apuntes de sus batallas discutidas en sus clases y publica el único libro que escribió: Infanterie greift an (La infantería ataca). Pronto se repitieron las ediciones, se tradujo a varios idiomas y se convirtió en manual de lectura obligatoria en varias academias militares de todo el mundo. El lector más influyente sobre el destino de su autor fue, sin duda, el propio Hitler. Fue ascendido a Coronel (Oberst) después de la publicación del libro. El 9 de noviembre de 1938, al finalizar su turno de tres años como instructor en Potsdam, recibió el cargo de director de la Academia Militar Teresiana de Wiener Neustadt. Sin embargo, Hitler le seleccionó poco después para dirigir el Führer-Begleit-Bataillon, el batallón de la guardia personal de Hitler, con la misión de escoltar al Jefe del Estado. A raíz de su nuevo nombramiento, Rommel pasaría a tener un trato casi diario con Hitler.
El 1 de agosto de 1939, Rommel es ascendido a mayor general (Generalmajor) y destinado al Cuartel General del Führer como jefe de Seguridad.

## Segunda Guerra Mundial

### Polonia, 1939

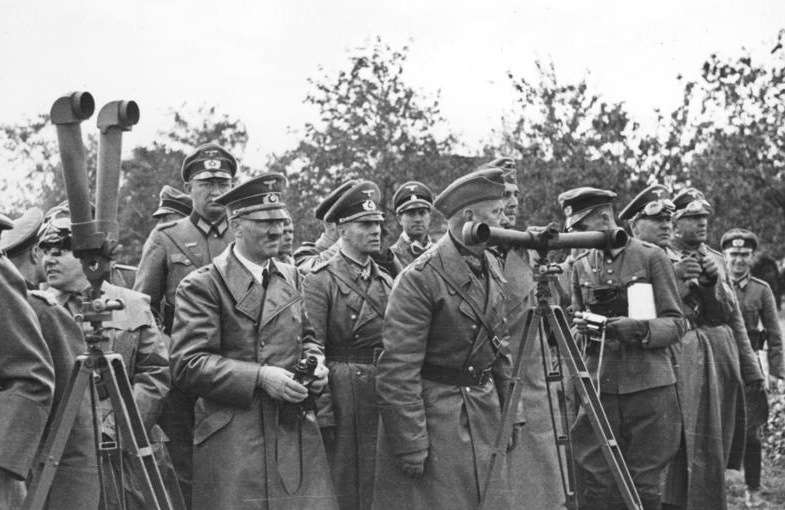
Rommel junto a Hitler durante la campaña de Polonia.

La intervención de Rommel en esta campaña fue escasa en cuanto a resultados, pero enormemente influyente en los años posteriores. Cumpliendo con sus funciones de Jefe de Seguridad, pasó mucho tiempo conviviendo con Hitler. Durante el mismo vio los rasgos positivos del carácter del Führer: seguridad en sí mismo, valor personal, dotes de mando, capacidad de gestión y una tendencia a seguir sus impulsos en contra de lo que opinaban las mentes más conservadoras del Estado Mayor General. Al ser una campaña tan corta como exitosa, no llegó a conocer entonces la obstinación irracional de Hitler, sus ataques de rabia histérica, o su decisión de sacrificar cualquier cosa con tal de conseguir sus objetivos, incluyendo a sus soldados o la propia Alemania. Hasta que pudo verlo por sí mismo años después (sobre todo a raíz de la batalla de El Alamein, en 1942), Rommel se formó, lamentablemente, una imagen limitada de quién era su comandante en jefe.
Al acabar la campaña, Rommel quedó de nuevo agregado al Estado Mayor de Hitler. Este profesaba mucha simpatía al dinámico general que tan poco se parecía a los oficiales prusianos, de ascendencia noble la mayoría, que tanto abundaban en el Estado Mayor General y a los que despreciaba. Un día le preguntó en una conversación casual qué era lo que más le gustaría. Rommel no lo dudó ni un instante: «El mando de una división blindada».
El 15 de febrero de 1940 Rommel tomó el mando de la 7.ª División Panzer, en Bad Godesberg, reemplazando al general Georg Stumme. Era la primera vez que ostentaba el mando de una unidad de blindados. Inmediatamente puso manos a la obra y pasó los meses siguientes entrenando intensivamente con su nueva unidad, conociendo a sus oficiales y preparando a todos para el tipo de guerra que tenía intención de ejecutar.

### Francia, 1940

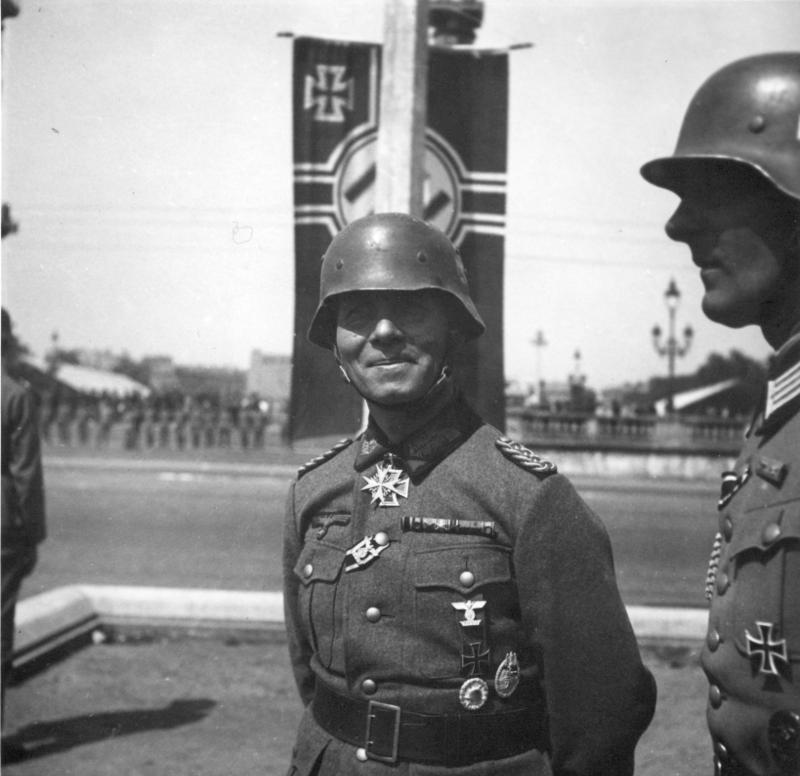
Rommel en un desfile militar en el París ocupado, en junio de 1940.

En 1940, solo tres meses antes de la invasión, Rommel se puso al frente de la 7.ª División Panzer, que se recordaría como la Gespenster-Division (la División Fantasma, debido a la velocidad y sorpresa que constantemente lograba, hasta el punto de que incluso el Alto Mando Alemán perdió la pista de dónde se encontraba), para la invasión de Francia y los Países Bajos. Era la primera vez que Rommel se ponía al frente de una división Panzer. Mostró considerables habilidades en esta operación, repeliendo un contraataque del ejército británico en Arrás y provocando el caos en las comunicaciones, suministros y las columnas de refuerzos aliadas al atacar en sitios que los Aliados consideraban seguros y a muchos kilómetros del frente. La 7.ª División Panzer fue una de las primeras unidades alemanas en alcanzar el canal de la Mancha (el 10 de junio) y ocupó el vital puerto de Cherburgo. Como recompensa, Rommel fue promovido y nombrado comandante de la 5.ª División Ligera (más tarde reorganizada y renombrada como 21.ª División Panzer) y de la 15.ª División Panzer, que fue enviada a Libia a principios de 1941 para ayudar a las derrotadas y desmoralizadas tropas italianas, formando el Deutsches Afrikakorps, al frente del cual Rommel logró su mayor fama.
A lo largo de la campaña de Francia, Rommel llevó al extremo la nueva táctica de la Blitzkrieg y se distinguió por dirigir a sus hombres desde la primera línea para hacerse una idea en tiempo real de la situación, asumiendo numerosos riesgos y estando varias veces a punto de morir en combate.[cita requerida]

### África, 1941-1943
Rommel pasó la mayor parte de 1941 organizando y volviendo a formar a las maltrechas tropas italianas, que habían sufrido una serie de derrotas a manos de la Commonwealth británica, entonces bajo las órdenes de Richard O'Connor.

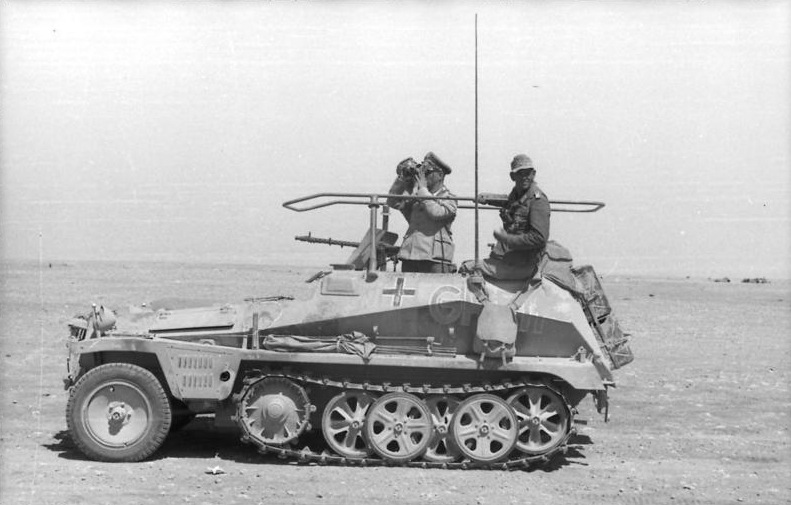
Rommel observando con prismáticos desde su vehículo de mando, identificable por la palabra «Greif» que luce en el lateral. Afueras de Tobruk, junio de 1942.

En la primavera de 1941 lanzó una ofensiva que empujó a los Aliados fuera de Libia, pero no pudo apenas penetrar en Egipto y, sobre todo, dejó tras sus líneas el importante puerto de Tobruk que, aunque cercado por tierra por las tropas del Eje, todavía resistía bajo las órdenes de un general australiano, Leslie Morshead. El comandante en jefe aliado Archibald Wavell lanzó dos ataques para levantar el cerco de Tobruk (Operación Brevity y Operación Battleaxe), pero ambas fracasaron.
Tras el fracaso de Battleaxe, Wavell fue relevado por Claude Auchinleck, el legendario «Auk» de las fuerzas de Oriente Medio, quien lanzó una nueva gran ofensiva para liberar Tobruk, la Operación Crusader, que tuvo éxito y permitió a los Aliados reconquistar la Cirenaica. Sin embargo, cuando la ofensiva se quedó sin fuelle, Rommel contraatacó. En una clásica Blitzkrieg (guerra relámpago), El «Zorro del Desierto» devolvió gentilezas a «Auk», flanqueó a los británicos en Gazala, rodeando y reduciendo al núcleo fuerte en Bir Hakeim y forzó a los británicos a una retirada rápida para evitar ser derrotados por completo. Tobruk, asediada y aislada, era ahora todo lo que había entre el Afrikakorps y Egipto. El 21 de junio de 1942, tras un rápido, coordinado y fiero ataque combinado, la ciudad se rindió junto con sus 33 000 defensores. Solo en la caída de Singapur, un poco antes en ese mismo año, se capturaron más tropas británicas y de la Commonwealth. Las tropas aliadas habían sido derrotadas. En unas pocas semanas habían sido empujadas de vuelta a Egipto.

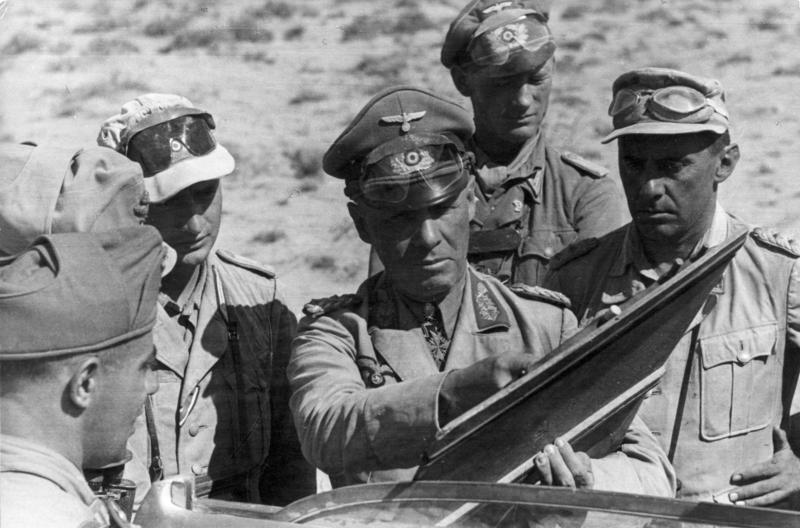
Rommel en el desierto africano en junio de 1942.

La ofensiva de Rommel fue detenida finalmente en El Alamein, a sólo 100 km de Alejandría. Rommel perdió la Primera Batalla de El Alamein debido a que los aliados, entre la espada y la pared, tenían una mejor fuente de abastecimientos que los alemanes, que pudieron descifrar con la máquina Enigma las comunicaciones secretas alemanas y, como el mismo Rommel admitiría: «la gran habilidad estratégica del General Claude Auchinleck, quien tomó el mando directo de sus tropas, detuvo nuestro avance. Empeñándose sobre las tropas italianas, forzaba a las divisiones acorazadas alemanas a intervenir en inferioridad numérica y de material, lo que aprovechaba tácticamente para desbaratar nuestros ataques». Auchinkleck fue reemplazado por motivos políticos y Harold Alexander tomó su lugar, nombrando a Bernard Montgomery como comandante del ejército 8. En ese momento, la situación de los abastecimientos era cada vez más insostenible para el Afrika Korps pero de todas formas, el audaz Rommel trató de romper las líneas enemigas, por última vez en la batalla de Alam el Halfa pero no lo consiguió.

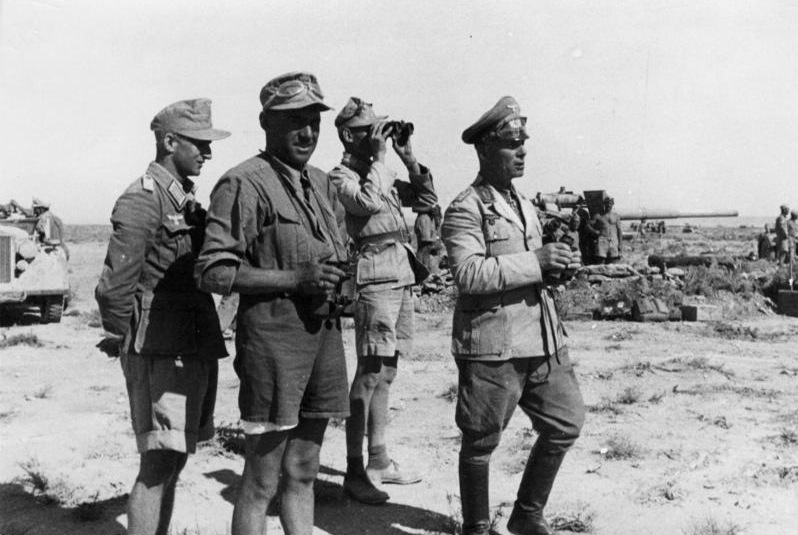
Rommel supervisando el campo de batalla el 18 de junio de 1942, durante la Primera Batalla de El Alamein.

Con las fuerzas británicas de Malta interceptando sus suministros en el mar y las grandes distancias que debía cubrir en el desierto, Rommel no podía mantener indefinidamente la posición de El Alamein. A pesar de ello, hizo falta una gran batalla, la Segunda Batalla de El Alamein, para derrotar a las fuerzas germano-italianas y obligarlas a retirarse. Fue entonces cuando Hitler intervino y desautorizó por primera vez a Rommel en combate: el Führer revocó la orden de retirada y ordenó al ejército alemán permanecer en sus posiciones y resistir hasta el último hombre. La orden fue una sorpresa para Rommel, que no obstante la acató y suspendió la retirada. Sin embargo, esto significaba condenar su ejército a la destrucción, por lo que 24 horas más tarde decidió insubordinarse y volvió a ordenar la retirada. No sufrió medidas disciplinarias por ello, pero en el espíritu de Rommel quedó para siempre una mala impresión de su comandante en jefe.
Tras la derrota en las batallas de El Alamein, las fuerzas de Rommel se limitaron a tender emboscadas al ejército británico que les perseguía y no volvieron a plantear lucha abierta hasta que llegaron a Túnez. Incluso ahí, su primera batalla no fue contra el VIII Ejército británico, sino contra el II Cuerpo estadounidense, que había desembarcado en Marruecos y Argelia durante las semanas anteriores (Operación Torch). Rommel infligió un duro revés a las fuerzas estadounidenses en la batalla del paso de Kasserine. En esta batalla, uno de los oficiales de observación destinados en su Estado Mayor, Claus von Stauffenberg, fue gravemente herido en un bombardeo.
Volviendo una vez más a enfrentarse a la Commonwealth en las antiguas defensas fronterizas francesas de la Línea Mareth, Rommel no pudo retrasar más lo inevitable. Ultra fue un poderoso factor que precipitó la caída de sus fuerzas. El 6 de marzo de 1943, tras librar una última batalla, Rommel fue evacuado. Cinco días después fue condecorado con los brillantes de la Cruz de Caballero. Sus hombres se convertirían en prisioneros de guerra pocos meses después.

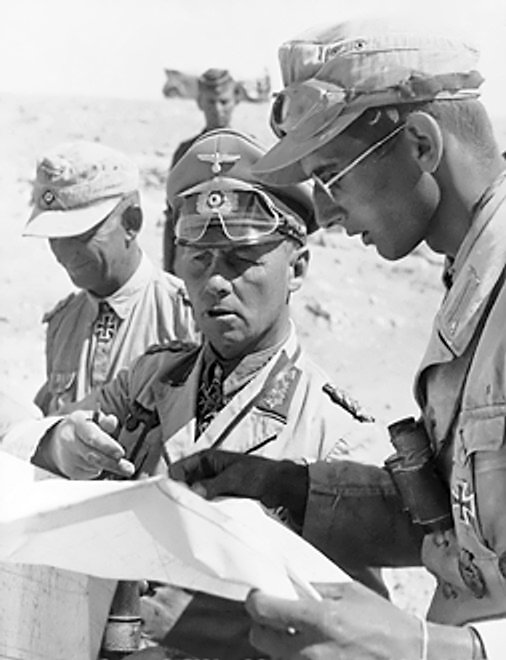
Erwin Rommel comandante del Afrika Korps en el Norte de África.

### Italia, 1943
Tras su evacuación de Túnez, Rommel pasó un tiempo encerrado en una villa de Alemania. Su estancia allí era secreto de Estado, ya que la propaganda oficial seguía hablando de él como si estuviese aún al frente de sus tropas en África, para mantener la moral.
Al consumarse la rendición en Túnez (13 de mayo de 1943), Rommel fue transferido temporalmente al Cuartel General de Hitler como «consejero militar», sin mando efectivo salvo un paso fugaz por Grecia. El desembarco aliado en Sicilia (10 de julio) y el derrocamiento de Mussolini dos semanas después, convencieron a Hitler de que Italia estaba a punto de rendirse y le impulsaron a intervenir militarmente. El Führer llamó a Rommel para darle el mando del nuevo Grupo de Ejércitos B, formado alrededor de Múnich, que empezó a cruzar los Alpes pocos días después.
Desde agosto hasta noviembre, Rommel dirigió lo que de hecho era un ejército de ocupación en el norte de Italia. No se ha acusado a Rommel de ningún crimen de guerra o contra la humanidad en este difícil periodo de pre guerra civil, a pesar de las órdenes de Hitler de reprimir brutalmente a los partisanos.

### Francia, 1943-1944

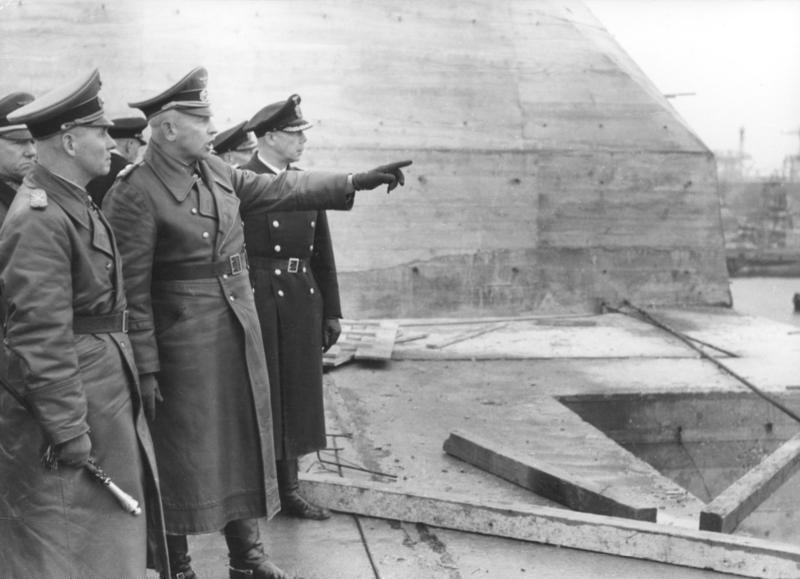
Rommel y un grupo de oficiales inspeccionan las defensas de la costa francesa.

Rommel recibió en noviembre de 1943 la orden de trasladar su Grupo de Ejércitos B a Francia y fue nombrado responsable de defender la costa francesa. Consternado por la situación con la que se encontró y el lento ritmo de trabajo, sabiendo que disponía de escasos meses antes de la invasión, Rommel revigorizó todos los esfuerzos de fortificación a lo largo de la costa atlántica, el Muro Atlántico. Bajo su mando, el ritmo de trabajo se aceleró significativamente, se colocaron millones de minas y miles de trampas antitanque, así como obstáculos en las playas y los campos.
Tras sus batallas en África, Rommel concluyó que para sostener el Frente Occidental cualquier movimiento ofensivo resultaría imposible debido a la superioridad aérea aliada. Argumentó que los tanques habían de estar dispersos en pequeñas unidades y deberían mantenerse en posiciones bien fortificadas, situadas tan cerca del frente como fuese posible, de modo que no tuvieran que moverse demasiado y no se apelotonasen cuando comenzara la invasión. Opinaba que la invasión debía ser detenida en las playas. Sin embargo, su comandante Gerd von Rundstedt decidió que no era posible detener la invasión cerca de las playas a causa de la enorme potencia de fuego de la flota aliada y pensó que los tanques deberían estar formados en grandes escuadrones tierra adentro, cerca de París, donde permitirían a los Aliados adentrarse en Francia y entonces acabar con ellos. Cuando se pidió a Hitler que eligiese un plan, vaciló y situó los tanques en un punto intermedio. Entonces, los tanques quedaron demasiado lejos para lo que Rommel propugnaba, y fuera del alcance de la idea de Von Rundstedt. A pesar de todo, el plan de Rommel estuvo a punto de llevarse a cabo.
Durante el Día D, unidades blindadas de la 21.ª División Panzer llegaron a penetrar hasta la costa entre las localidades de Luc-sur -Mer y Lion-sur-Mer, interponiéndose entre la 3.ª División de Infantería británica en el este (Playa de Sword) y la 3.ª División de Infantería canadiense en el oeste (Playa de Juno), aunque fueron finalmente rechazadas. La supremacía aérea de los Aliados entorpeció enormemente el despliegue de las unidades acorazadas alemanas de reserva destinadas a contraatacar el desembarco, como la 12.ª SS División Panzer Hitlerjugend y la División Panzer Lehr (130. Panzer-Lehr-Division), dando parcialmente la razón a las tesis de Rommel sobre el posicionamiento de las reservas blindadas.

## Rommel y el complot del 20 de julio de 1944

### Contactos con los conspiradores

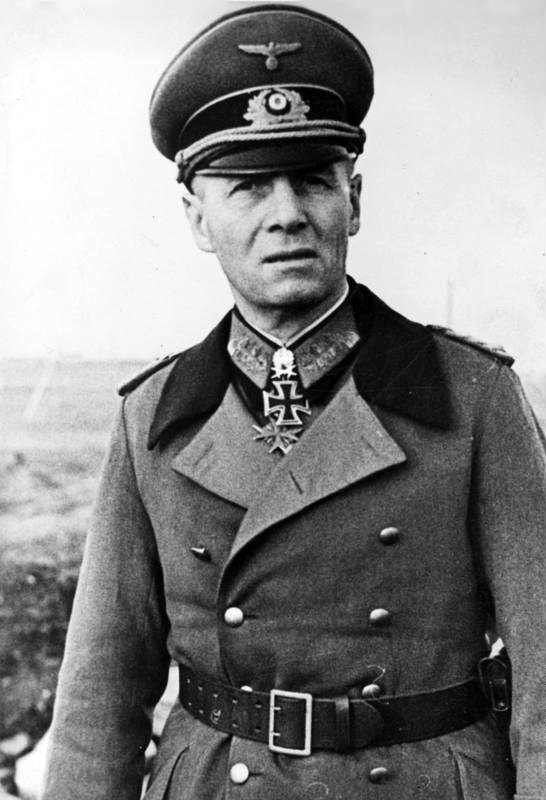
El Mariscal de Campo (Generalfeldmarschall) Rommel en 1943.

La verdadera implicación de Rommel en el complot y su opinión sobre el mismo han sido tema de intenso debate a lo largo de los años. Lo que está más allá de toda duda es que los dos hombres clave del complot del 20 de julio, el doctor Carl Friedrich Goerdeler y el Generaloberst Ludwig Beck, habían puesto sus ojos en Rommel para que los apoyara. Necesitaban desesperadamente una figura de gran renombre que pudiera contrarrestar ante el pueblo alemán la sombra de cualquiera de los lugartenientes de Hitler que intentara ocupar su lugar, y también les hacía falta un militar de prestigio y alto rango que pudiera unir bajo su mando al ejército, enfrentándose a las SS si fuera necesario. Rommel era ambas cosas. A pesar de sus enemigos en el OKW, era una figura ampliamente respetada en el ejército, e incluso en las Waffen-SS, y además era la figura más popular en Alemania después del propio Hitler.[cita requerida]
Los conspiradores tenían dos contactos con Rommel: uno era Karl Strolin, alcalde permanente de Stuttgart y antiguo amigo y camarada de armas de Rommel en la Primera Guerra Mundial; el otro, el teniente general Hans Speidel, quien siendo ya parte del complot había sido nombrado jefe de Estado Mayor de Rommel en Francia. Strolin visitó a Rommel en febrero de 1944 para informarle de la conspiración. También le reveló en ese momento la existencia de los campos de exterminio. Strolin declararía después que Rommel desconocía la intención de asesinar al Führer y creía que lo que se haría con Hitler era capturarle y encerrarle para ser juzgado posteriormente. El 17 de mayo Rommel asistió a una reunión de altos cargos militares del Frente Occidental en la que el Generaloberst von Stülpnagel habló abiertamente del complot para matar a Hitler. Según numerosos testimonios (principalmente de Speidel y de Lucie, la esposa de Rommel), Rommel se opuso al magnicidio, prefiriendo una acción más suave por la que Hitler dimitiese o fuese depuesto pero no asesinado.
El éxito del desembarco aliado del 6 de junio convenció definitivamente a Rommel de que era imposible que Alemania ganase la guerra. El 12 de junio se entrevistó con el Generalfeldmarschall Gerd von Rundstedt y le explicó que la guerra en el Oeste no podía ganarse militarmente. El 26 de junio se entrevistó en persona con Hitler, por última vez. Ese mismo día Claus von Stauffenberg comenzó los preparativos para el atentado del 20 de julio.
El 9 de julio, los conspiradores hicieron un último intento por ganarse a Rommel para su causa. César von Hofacker, emisario de Von Stülpnagel, informó al mariscal del atentado inminente contra el Führer. Existen opiniones contradictorias sobre si Rommel dio por fin una respuesta afirmativa o bien prefirió no implicarse. En cualquier caso, el 13 de julio Rommel redactó una versión ampliada y actualizada de su informe del 12 de junio sobre la imposibilidad de ganar la guerra contra los Aliados Occidentales y se la envió al Generalfeldmarschall Günther von Kluge, sustituto de von Rundstedt. Von Kluge no lo enviaría a Berlín hasta días después del atentado, lo cual aumentaría los rumores contra Rommel.

### Rommel fuera de combate
Desde que se inició el desembarco de Normandía, Rommel ejercía su cargo como jefe del Grupo de Ejércitos B, visitando un cuartel general tras otro a fin de coordinar directamente las acciones de cada jefe. El 17 de julio de 1944 visitó por la mañana los cuarteles generales de las divisiones de infantería 276.ª y 277.ª. Al mediodía se reunió con Sepp Dietrich en el cuartel general del II Cuerpo de ejército blindado de las SS y hacia las cuatro de la tarde se encaminó de vuelta a su propio cuartel general. A pesar de evitar las carreteras principales, bombardeadas y abarrotadas de refugiados, su coche fue ametrallado por una pareja de Spitfires de la RAF (se atribuye oficialmente el ataque al jefe de escuadrón C F del 412 Escuadrón Canadiense).
El coche fue alcanzado por una de las ráfagas, que hirió a su conductor, y se estrelló fuera de la carretera, quedando boca abajo en un canal de riego cercano. El conductor, soldado Daniel, murió unos días después. El comandante Neuhaus sufrió una fractura de cadera. El capitán Lang y el sargento Holke salieron con magulladuras leves. Rommel salió despedido del vehículo y quedó tendido en el centro de la carretera, inconsciente. Sufría una fractura cuádruple de cráneo, heridas en la cara producidas por fragmentos del parabrisas y una enorme hinchazón que le cerró el ojo izquierdo. Los sucesivos doctores que le fueron atendiendo se mostraban muy pesimistas en cuanto a sus expectativas de supervivencia. La mayor parte del tiempo estaba inconsciente. Se despertaba de forma esporádica, pero era incapaz de moverse y apenas podía hablar.
Por tanto, cuando tres días después el coronel Claus von Stauffenberg intentó matar a Hitler con una bomba, Rommel se debatía entre la vida y la muerte en una sala de operaciones en la que el Dr. Esch, uno de los mejores neurocirujanos de Alemania, se esforzaba por reconstruir su destrozada cabeza. Y lo consiguió. Para sorpresa de todos, Rommel superó las operaciones con el ojo izquierdo totalmente cerrado, completamente sordo del oído izquierdo y con terribles migrañas transitorias, pero vivo. Era la sexta herida que recibía en acto de servicio.

### Declaraciones en su contra

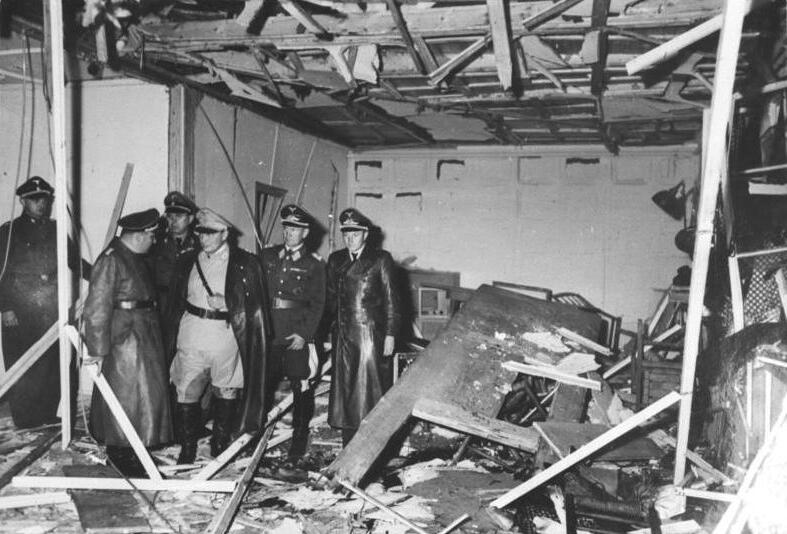
Destrozos causados por el atentado del 20 de julio de 1944 que intentó acabar con la vida de Adolf Hitler.

En las investigaciones posteriores al atentado, varios de los detenidos implicaron de forma ambigua a Rommel. El Generaloberst Carl-Heinrich von Stülpnagel fue llamado a regresar a Berlín de forma urgente. Sabiendo que sería detenido nada más llegar, intentó suicidarse en el camino pegándose un tiro, pero colocó mal la pistola en la sien y solo consiguió saltarse un ojo y casi perder el segundo. Según declaró a la Gestapo el médico que le atendió, repitió el nombre de Rommel mientras convalecía bajo los efectos del sedante. Luego fue llevado bajo arresto a Berlín, torturado durante algunos días y juzgado, condenado y ahorcado en un tiempo récord. La ejecución se llevó a cabo el 30 de agosto de 1944, y no se sabe con certeza qué más llegó a declarar bajo las torturas. Se considera posible que le ejecutaran con tanta urgencia debido al precario estado de salud en que quedó tras su fallido intento de suicidio y las torturas subsiguientes.
Speidel, su jefe de Estado Mayor, fue también arrestado. Llevado a Berlín y sometido a continuos interrogatorios por parte de la Gestapo (pero, sorprendentemente, no a torturas), Speidel consiguió pasar esa fase de la investigación sin denunciar a ninguno de sus camaradas conspiradores. Sin embargo, sí admitió haber declarado que cuando se enteró del plan para atentar contra Hitler por boca de Stülpnagel y otros, lo puso en conocimiento de su superior directo, Rommel. Con eso dejó al mariscal en muy mala posición, ya que implicaba que, o bien estaba abiertamente a favor del atentado, o bien pecó de omisión al no informar de ello.
Martin Bormann, uno de los jerarcas nazis más poderosos, redactó un informe sobre estos interrogatorios en el que compilaba los testimonios que denunciaban a Rommel. Concretamente acusaba a Rommel de haberse puesto a la disposición del gobierno que tomase el poder tras el atentado. Sin embargo, los historiadores consideran que Bormann no es una fuente imparcial porque era un adversario declarado de Rommel.[cita requerida]
Por último, también jugó en contra de Rommel el hecho, circunstancial según todos los implicados, de que Von Stauffenberg había sido ayudante en el Cuartel General del Afrika Korps.

### Otros indicios de su implicación
Rommel estaba convencido de que Alemania debía firmar la paz con los Aliados Occidentales y sabía también que estos no aceptarían la rendición incondicional mientras Hitler continuase en el poder. Existen indicios de que en los meses de junio y julio de 1944 Rommel cambió su postura inicial en contra de matar al Führer. Según su hijo Manfred, Rommel planeaba rendir su Grupo de Ejércitos B a los Aliados a fin de que estos avanzasen hasta Berlín y terminasen así la guerra.
Bruno Ceppa, uno de los oficiales de Estado Mayor de Rommel en Francia, afirma que en la entrevista del 17 de julio entre Rommel y Sepp Dietrich el mariscal le preguntó al SS si estaría dispuesto a obedecer sus órdenes incluso si contradijesen a las órdenes del propio Hitler. Dietrich respondió que Rommel era su jefe y serían sus órdenes las que él seguiría. El apoyo de Dietrich era esencial para Rommel porque comandaba el cuerpo de ejército más potente de los tres que componían las fuerzas de Rommel.
Otro indicio sobre la opinión positiva de Rommel hacia el complot proviene de Melcior von Schlippenbach, oficial de Estado Mayor que fue a visitarle durante su convalecencia y que afirma que este le preguntó: «¿No cree usted que habría sido mejor que el atentado del 20 de julio hubiese salido bien?». En cualquier caso, todas las fuentes concuerdan en que Rommel estaba al corriente de los planes contra Hitler y que decidió no delatar a los conspiradores.

### Indicios de la no implicación de Rommel

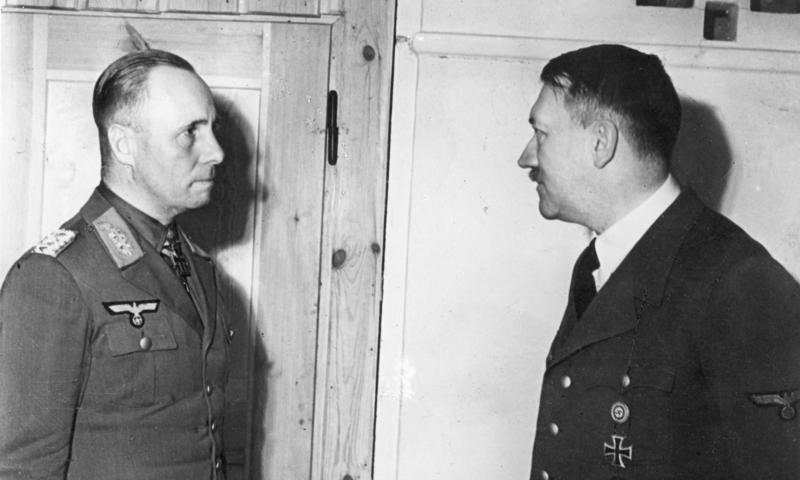
Rommel y Hitler en 1942.

El 24 de julio, el convaleciente Rommel le escribió a su mujer diciéndose sorprendido por el atentado contra el Führer y alegrándose de que este hubiese sobrevivido. La mujer de Rommel siempre mantuvo que su marido no estaba implicado o al menos no apoyaba el complot para asesinar a Hitler.
Según el almirante Friedrich Ruge, Rommel le dijo al enlace naval de su Estado Mayor —con el que mantenía una abierta amistad— en el hospital mientras estaba convaleciente, refiriéndose al intento de asesinato: «Es una mala manera de resolver las cosas. Ese hombre es la encarnación del demonio. ¿Por qué convertirle en héroe y mártir? Mejor sería dejar que el ejército lo detuviera y lo juzgara. No destruiremos la leyenda de Hitler hasta que el pueblo alemán conozca la verdad».
Según uno de los generales enviados por Hitler para forzar a Rommel al suicidio, este habría dicho en los últimos minutos antes de salir definitivamente de su hogar: «He querido al Führer y todavía lo quiero».
El controvertido historiador negacionista David Irving sostiene que algunos altos jerarcas nazis, en particular Martin Bormann y Hermann Göring, deseaban incriminar a Rommel para quitárselo de encima. Esto les habría llevado a ofrecer a Speidel librarle de la muerte a cambio de un testimonio acusador sobre Rommel. El hecho es que Speidel fue el único conspirador reconocido como tal que no fue ejecutado, aunque también es posible que ello se deba a que no llegó a ser expulsado del ejército. En efecto, recibió el apoyo de Von Rundstedt y sobre todo de Heinz Guderian, que había sido nombrado presidente de los tribunales de honor que expulsaron a todos los implicados, poniéndolos en manos del Tribunal del Pueblo de Roland Freisler.

## Muerte de Rommel

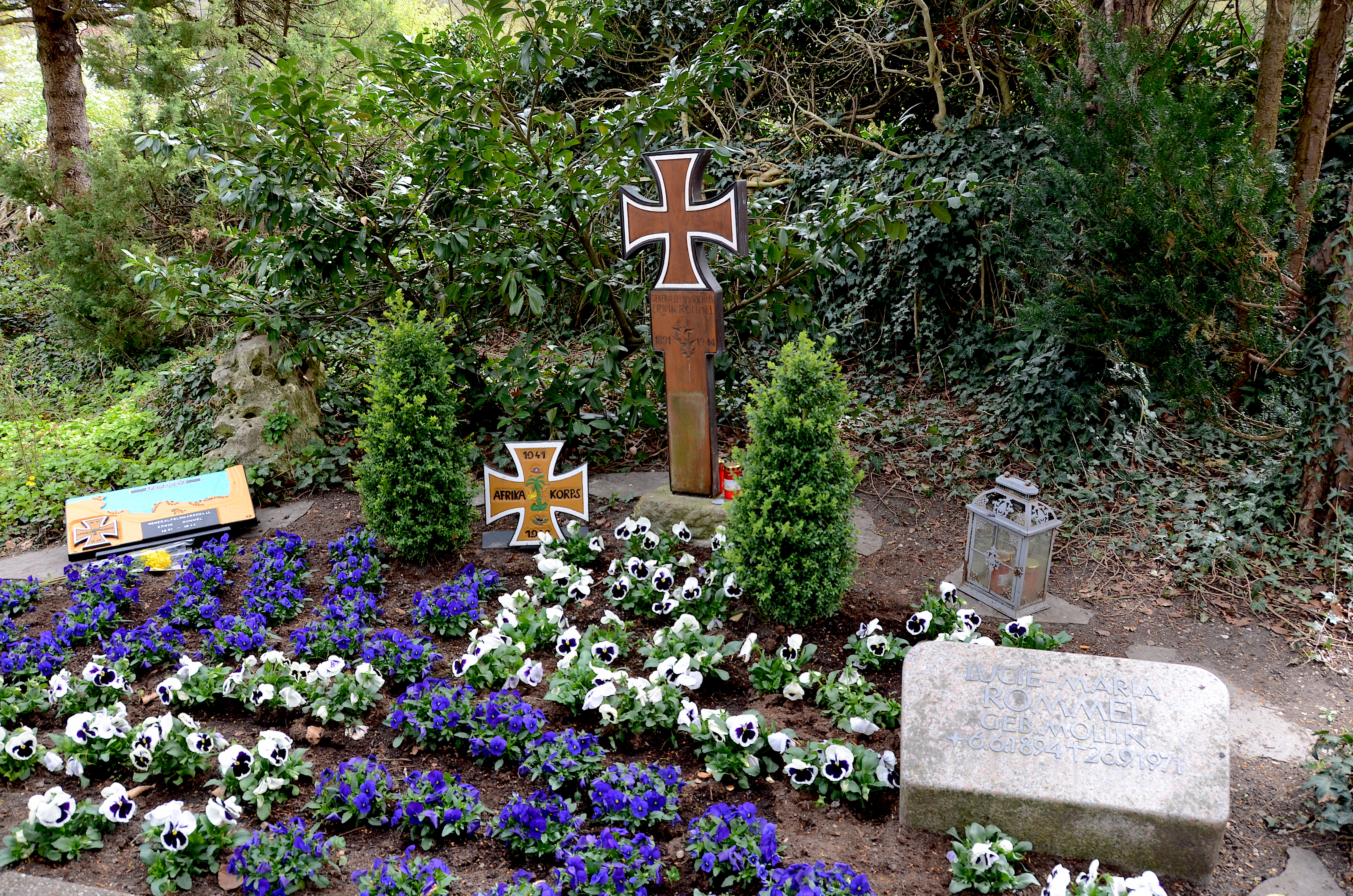
Tumba del mariscal Rommel en el cementerio de Herrlingen, Blaustein.

Rommel pasó la convalecencia del accidente en su casa de Herrlingen. Su hijo Manfred, alistado en una unidad de defensa antiaérea de la Wehrmacht, recibió un permiso especial para acompañarle. Se encontraban también en la casa su esposa Lucie, el capitán Aldinger y un ordenanza. Al principio Rommel tenía asimismo un servicio de centinela en la puerta del jardín, proporcionado por un cercano cuartel de la Wehrmacht, pero conforme transcurrían los días se le retiró dicho servicio «por orden superior».
Rommel hacía ya meses que aseguraba saber que sus enemigos en el Alto Estado Mayor confabulaban en su contra al oído de Hitler, pero según declararon posteriormente sus allegados, no empezó a sospechar que se le pretendía inculpar en algo mucho más grave hasta que Speidel fue detenido por la Gestapo el 7 de septiembre. Desde entonces, comenzó a salir durante sus paseos diarios llevando su pistola de servicio en el bolsillo, y en uno de esos mismos paseos con Manfred le hizo fijarse en dos hombres de uniforme que les observaban desde lejos, diciéndole a su hijo: «Hace ya días que estamos bajo vigilancia».

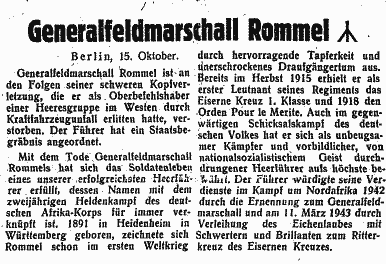
Relato oficial de la muerte de Erwin Rommel en el periódico Bozner Tagblatt, p.1, 16 de octubre de 1944.

Durante los días siguientes Rommel, aquejado aún de migrañas dolorosas de forma ocasional, realizó diversas gestiones para liberar a Speidel, llegando incluso a presentar una carta de queja a Hitler por mediación de Sepp Dietrich. Amigos y conocidos de los Rommel les informaron de la presencia de desconocidos rondando su casa y haciendo preguntas entre los vecinos.
El 7 de octubre el Generalfeldmarschall Wilhelm Keitel telefoneó a Herrligen ordenando a Rommel que acudiera el día 10 a Berlín para «una entrevista sobre su futuro». Rommel se negó, alegando no tener permiso médico para hacer viajes tan largos. Confidencialmente, comunicó a su hijo y a Aldinger que no creía que se le permitiera llegar vivo a Berlín en caso de emprender tal viaje. Rommel procuraba hacer este tipo de comentarios cuando su esposa no estaba presente, sabiendo que ella vivía en un terror constante desde que Speidel fuera arrestado.
El 8 de octubre Manfred se reincorporó a su batería hasta el 14 del mismo mes. La víspera, 13 de octubre, Rommel recibió una llamada del Cuartel General Central avisándole de que al día siguiente recibiría la visita de los generales Wilhelm Burgdorf y Ernst Maisel, del Estado Mayor General. Burgdorf era el jefe de personal del ejército y Maisel actuaba como su adjunto. Ambos se presentaron a las doce del mediodía del 14 de octubre, en un coche oficial de la Wehrmacht conducido por un chófer con uniforme de las SS. Manfred había llegado por la mañana y ya se encontraba en la casa.

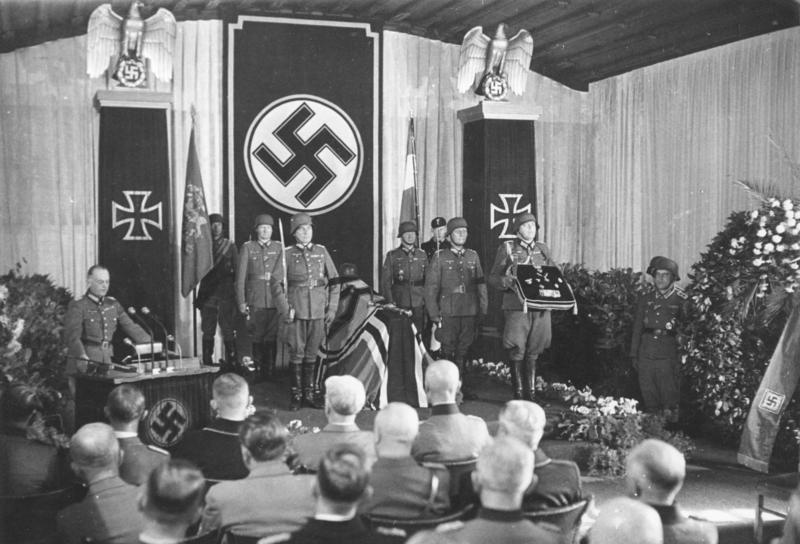
Funeral de Estado en Ulm, 18 de octubre de 1944.

Mientras se retiraba a una habitación para hablar a solas con ambos generales, Rommel le pidió a Aldinger que tuviera a punto la carpeta con los papeles: sospechaba que pensaban acusarle de negligencia de algún tipo, de modo que desde que empezó el desembarco había estado acumulando documentación sobre todas las órdenes e informes que había enviado y recibido. Aproximadamente una hora después Maisel salió de la habitación, seguido tras unos minutos por Burgdorf, y ambos fueron a esperar junto al coche. Rommel subió al piso superior y entró en la habitación de su esposa, donde conversó con ella unos minutos. La mujer de Rommel narra que al entrar su marido le declaró, tras mirarla durante un rato en silencio: «Vengo a decirte adiós. Dentro de un cuarto de hora estaré muerto. Sospechan que tomé parte en el intento de asesinar a Hitler. Al parecer, mi nombre estaba en una lista hecha por Goerdeler en la que se me consideraba futuro Presidente del Reich... Jamás he visto a Goerdeler... Ellos dicen que Von Stülpnagel, Speidel y Von Hofacker me han denunciado. Es el mismo método que emplean siempre. Les he contestado que no creía lo que decían, que tenía que ser mentira. El Führer me da a elegir entre el veneno o ser juzgado por el tribunal popular».

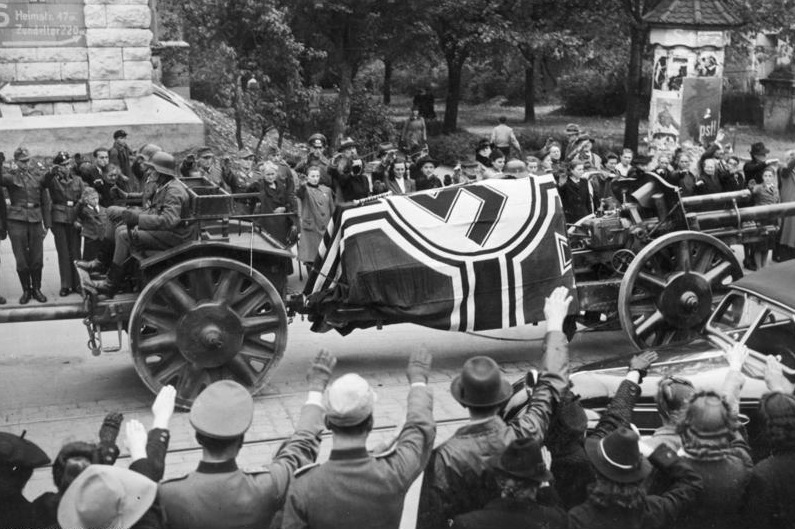
Comitiva fúnebre de Rommel en Ulm el 18 de octubre de 1944.

Luego bajó a hablar con Aldinger y su hijo, que le esperaban en el piso inferior, y les contó lo mismo. Según narraron ambos posteriormente, Rommel se mostró cada vez más decidido a medida que descartaba, con una calma absoluta, todas las demás posibilidades. Aunque afirmaba ser inocente, no contaba con salir con vida en caso de enfrentarse a un juicio. Las calles (según le habían dicho Burgdorf y Maiser) estaban controladas por patrullas de las SS y todo el armamento con que contaban eran las pistolas de Rommel y Aldinger, con muy poca munición disponible. Además, le habían amenazado con tomar represalias contra su familia y contra todos los miembros de su Estado Mayor, más sus respectivas familias, si no se suicidaba. La otra condición era que todo el asunto debía mantenerse en secreto. Nadie podía saber que su muerte era un suicidio ordenado. Si sus parientes o amigos hablaban, serían juzgados y ejecutados por traición. «Ante todo, debo pensar en mi esposa y en Manfred».

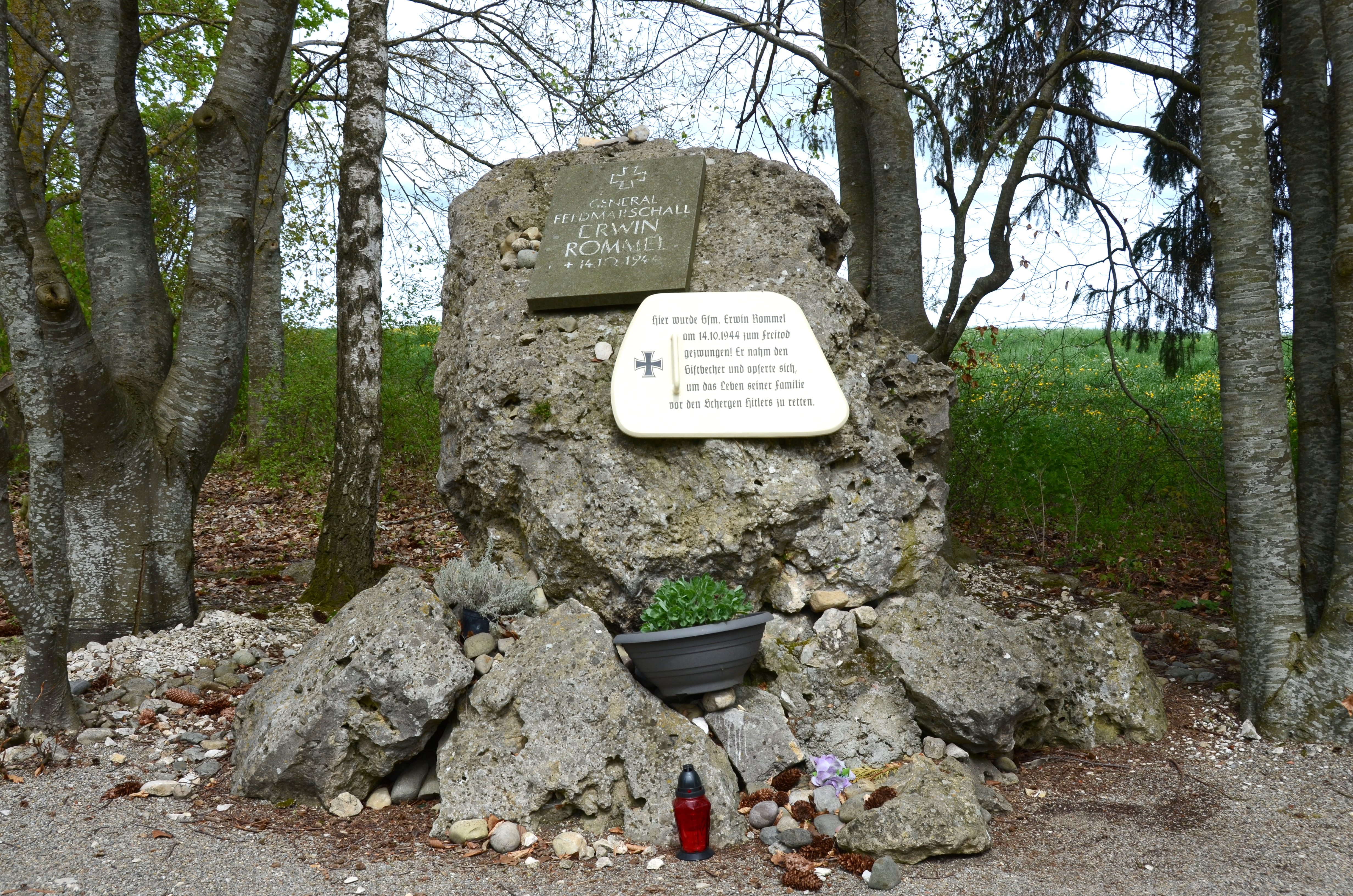
Piedra conmemorativa de Erwin Rommel en el lugar del suicidio en Herrlingen, Blaustein.

Una vez tomada su decisión, se despidió de todos, tomó su gorra y su bastón de mariscal y subió al coche donde le esperaban Burgdorf y Maisel. Según declararon posteriormente tanto Maisel como Dose, el chófer, se dirigieron por la carretera en dirección a Ulm durante unos minutos. Luego Burgdorf ordenó parar en el arcén y ordenó a ambos salir a caminar por la carretera, alejándose del coche, mientras Burgdorf se quedó en el coche con el mariscal. Al cabo de unos minutos Burgdorf salió también y les llamó. Al acercarse, declararon haber visto a Rommel encorvado y tendido en el asiento trasero, con la gorra y el bastón de mariscal en el suelo del vehículo, en los últimos momentos de su agonía.
Media hora después de su marcha, Aldinger recibió una llamada notificándole que Rommel había sufrido un derrame cerebral que le causó la muerte. El cuerpo fue llevado al hospital de Ulm, donde se prohibió terminantemente que se realizara la autopsia requerida por ley. Tras el velatorio, el cadáver fue incinerado y las cenizas enterradas en Herrlingen tras un funeral de Estado el 18 de octubre y la declaración de un día de luto nacional. Von Rundstedt, quien había sido destituido de su cargo por contradecir la opinión de Hitler y de quien todos sabían que detestaba al partido nazi, pronunció una elegía fúnebre en la que afirmó que Rommel estaba «imbuido de los principios del nacionalsocialismo, motor de todos sus actos», y que «su corazón pertenecía al Führer». Durante la misma no miró ni una sola vez a la viuda ni a Manfred, se equivocó y tartamudeó varias veces, y luego abandonó el lugar sin asistir a la cremación. Ruge, que no conocía la verdad, declaró más tarde que el comportamiento de Von Rundstedt fue el primer indicio que tuvo de que la muerte de Rommel no había sido natural, aunque el propio Von Rundstedt ha negado tal cosa, afirmando que de haberlo sabido, se habría negado a participar en tal espectáculo.
Llegaron notas de pésame de todas partes de Alemania, con dos curiosas excepciones: Keitel y Jodl. Ninguno de los dos envió el pésame a la viuda ni hizo acto de presencia en el funeral. Himmler hizo llegar a la esposa de Rommel una nota en la que declaraba conocer los detalles de la muerte de su marido y afirmaba estar totalmente horrorizado por lo ocurrido, añadiendo que nunca se habría prestado a algo semejante.

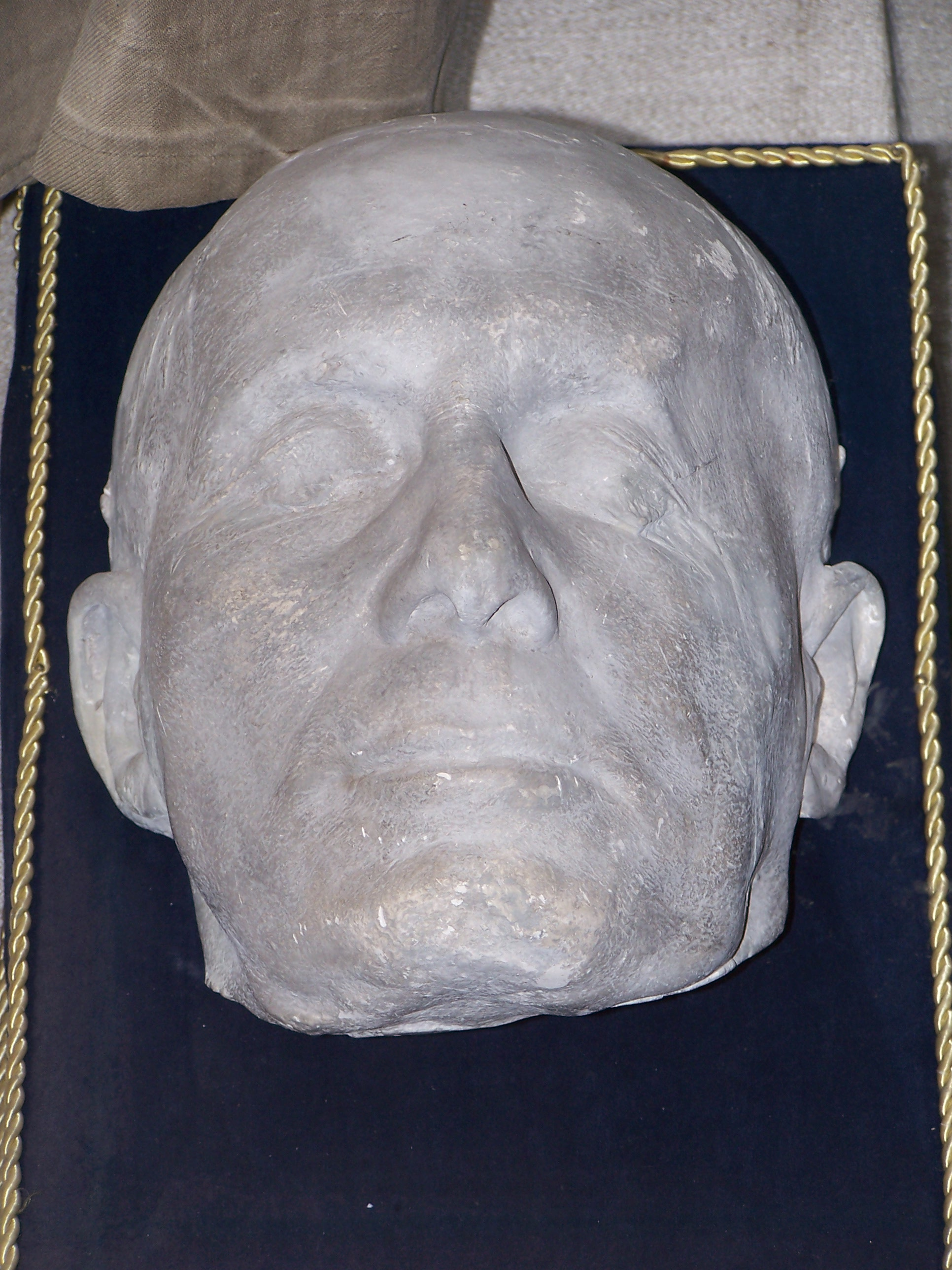
La máscara mortuoria de Rommel en el Museo Alemán de Tanques en Münster.

Burgdorf se suicidó durante la caída de Berlín. Maisel sobrevivió a la guerra, sufrió el correspondiente juicio de desnazificación y quedó en libertad en 1949, muriendo en 1978. Durante el juicio declaró la realidad de la muerte de Rommel, confirmada entonces públicamente por su viuda, su hijo y Aldinger. Esto supuso un fuerte impacto en la opinión pública alemana, especialmente entre los veteranos que sirvieron con Rommel. Uno de ellos, el general Hans Cramer, declaró a Desmond Young que «me gustaría poder coger entre mis manos a ese Maisel».
Rommel es el único funcionario político o militar del Tercer Reich que tiene un museo dedicado a su persona.

## Personalidad

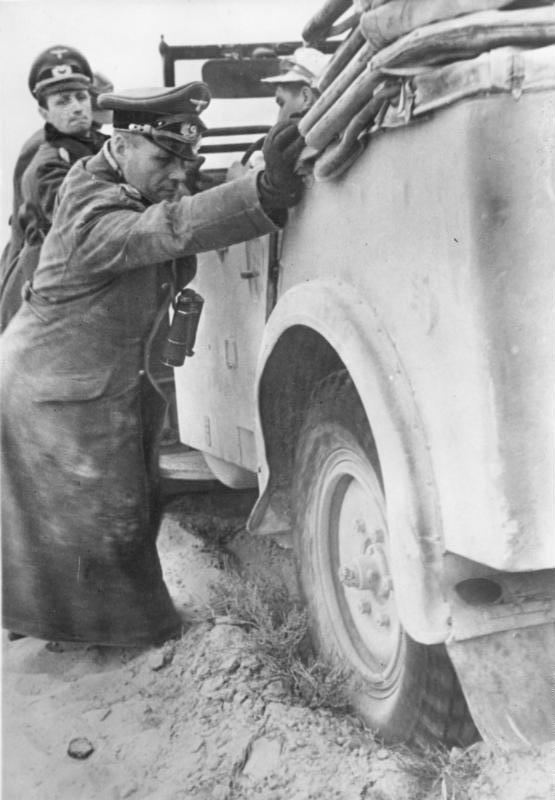
El general Rommel ayudando a liberar del barro un coche en enero de 1941 en el norte de África.

El carácter de Rommel era, según su familia y amigos, el del típico suabo (totalmente opuesto al de su vecino bávaro): tranquilo, calmado, respetuoso, con los pies en el suelo y poco dado a sentimentalismos ni grandes efusiones, aunque con un punto de poeta. Cuidadoso con el dinero, rozando incluso la tacañería.[cita requerida] A nivel personal sentía una gran pasión por el campo y los deportes relacionados con el mismo, como la equitación, el montañismo, el remo y el esquí. Era también apasionado de las motocicletas y la mecánica: después de desarmar y volver a montar su primera motocicleta pieza a pieza, se llevó a su esposa de viaje con ella por la zona norte de Italia para mostrarle los lugares donde había combatido. Aparte de su vida familiar, no parecía tener otro interés en la vida más allá de su profesión, a la que dedicaba todas sus energías. El general Speidel, su último jefe de Estado Mayor, afirmaba que no creía que Rommel hubiera leído en su vida otra cosa que no fueran libros sobre táctica militar y las cartas de su mujer e hijo. Sin embargo, tenía también mucho sentido del humor y solía bromear con la tropa en cuanto tenía ocasión.
Erwin Rommel se consideró siempre a sí mismo como un soldado profesional. En las escasas ocasiones en las que hablaba con su esposa e hijo sobre su tiempo de campaña, decía siempre que la guerra era «una ocupación estúpida y brutal», a la que sin embargo se dedicaba con pasión. Totalmente devoto de sus hombres, disfrutaba con el entrenamiento continuo y era tenido por un jefe duro y exigente, pero siempre cercano y responsable. De hecho acostumbraba a ser más querido por la tropa que por sus oficiales.[cita requerida] Decididamente no era un típico militar prusiano con ascendencia noble, sino un oficial de tropa de origen burgués. Nunca formó parte de la camarilla de oficiales que lideraba el Estado Mayor General alemán, con lo que se ganó multitud de enemigos en ese entorno, lo que le resultaría fatal en sus últimos días.
Fue uno de los generales que mejor entendió y asumió el concepto de Blitzkrieg, precisamente porque ya desde la Primera Guerra Mundial lo practicaba como fruto de sus propias reflexiones.[cita requerida] Basta ver sus acciones de guerra durante ese periodo, incluyendo las que le hicieron ganar la Pour le Mérite, para darse cuenta de que durante la Segunda Guerra Mundial no hizo más que repetir los mismos conceptos que en la Primera, con mejor material y mayores efectivos. El tipo de reacción por sorpresa y la rapidez de decisión requeridos por una guerra ofensiva móvil eran la base del carácter y la forma de ser de Rommel.[cita requerida]

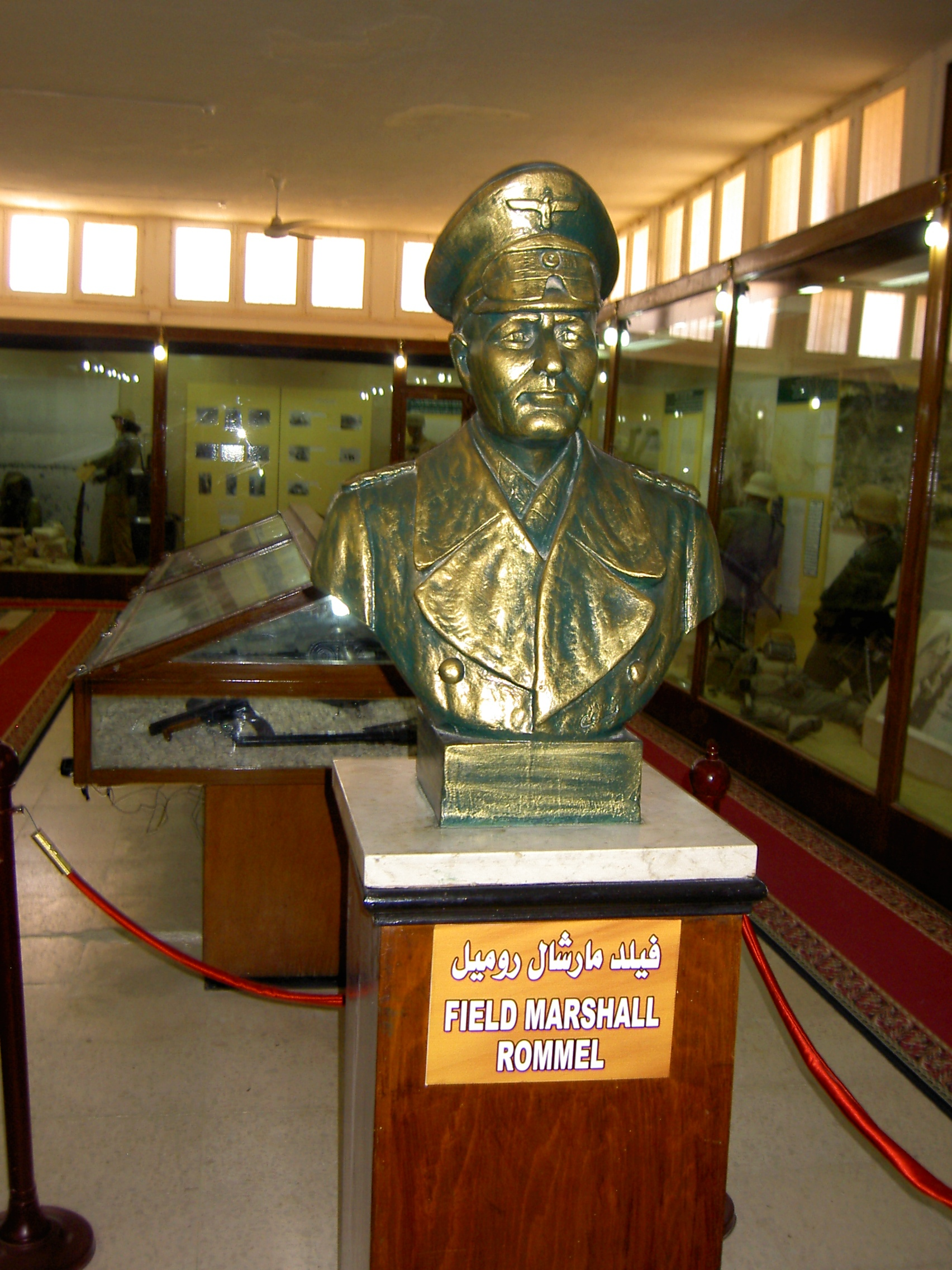
Busto de Rommel en el Museo de la batalla de El Alamein, Egipto.

A nivel táctico era un líder sin igual, dotado de lo que los alemanes llamaron Fingerspitzengefühl: una intuición táctica que parecía emanar de la punta de sus dedos, la capacidad de «leer» el terreno, tanto a simple vista como mediante un mapa, anticipándose a los planes del adversario y maniobrando a su antojo.[cita requerida] Circulan multitud[cita requerida] de anécdotas sobre esa capacidad casi sobrenatural, relatadas por parte de veteranos que coincidieron con él en alguna campaña. Según el capitán Hartmann, camarada de Rommel en el frente italiano, se decía en la división que «el frente está donde esté Rommel».
En el trato era humilde y directo. Detallaba todos sus planes de forma metódica y concisa. Al transmitirlos, lo hacía siempre de forma didáctica, dando las explicaciones pertinentes y repitiendo las partes más importantes a fin de enfatizarlas.[cita requerida] Tenía siempre la tendencia a tomar directamente el control de las operaciones cuando lo creía necesario; incluso siendo mariscal de campo, no era raro verle al mando de un batallón liderando un avance.[cita requerida] Eso mejoraba de forma palpable su relación con la tropa, que admiraba el ejemplo dado por «su» general, pero fue visto no pocas veces como una intromisión por parte de los oficiales temporalmente desplazados.
A pesar de esa humildad, Rommel se hizo conocido tanto por sus propias tropas como por sus enemigos. Curiosamente, en su periodo en África, tanto los soldados británicos como los alemanes se referían a él como «ese bastardo de Rommel» y también le llaman «el Jefe», ambos con el mismo tinte de admiración y envidia. Lo extraordinario de sus logros, unido al innato sentido de juego limpio del que siempre presumen los británicos, llevó al mariscal Sir Claude Auchinleck a emitir, en 1941, una orden en la que exhortaba a todos los oficiales del cuerpo expedicionario británico en Oriente Medio, entre otras medidas, a no referirse nunca a Rommel. No lo hizo por una falta de respeto o deslealtad hacia él, pues entre ambos existía un mutuo respeto y admiración. Con esta medida pretendía reducir la imagen de «general invencible» que se estaba creando el «Zorro del Desierto».
El propio Rommel era bien consciente del valor de la imagen y el renombre y usó los suyos con frecuencia para presionar a sus jefes directos en un intento por conseguir los suministros que necesitaba. La misma tendencia agresiva que tantas victorias le supuso en batalla, hizo que muchas veces se saltara la cadena de mando normal, aprovechando su especial contacto con Adolf Hitler. Eso le reportó pocas ventajas y puso en su contra a gran parte del Alto Estado Mayor alemán, quienes le veían como un egocéntrico con afán de protagonismo.
En algunas publicaciones biográficas, surgidas a finales de los años 1940, se afirma incorrectamente que Rommel perteneció a los Freikorps, que fue miembro del Partido Nazi casi desde su fundación, que era amigo personal de Adolf Hitler y uno de sus primeros lugartenientes, que había sido policía durante la República de Weimar, que fue miembro fundador de las SS, o que estudió Derecho en la Universidad de Tubinga en el periodo de entreguerras.[cita requerida] El origen de la mayoría de estas falsedades proviene de un artículo publicado en 1941 en Das Reich, el periódico controlado por Joseph Goebbels.[cita requerida] Rommel leyó el artículo estando en África y quedó tan indignado por la imagen sesgada que se daba en el mismo que escribió a su esposa diciendo que había presentado una reclamación formal en el Ministerio de Propaganda, exigiendo explicaciones al respecto.[cita requerida]

## El «mito» de Rommel
Firme defensor del concepto de que los militares no debían inmiscuirse en política, no tuvo contacto con el partido nazi en toda su carrera, aunque fue requerido en varias ocasiones para que se diera de alta en el mismo. La esposa de Rommel solo recuerda haber oído a su marido hablar de los nazis antes de 1939, y fue para decir que le parecían «una banda de matones callejeros. Es una lástima que Hitler tenga que verse asociado con ellos».[cita requerida] De hecho, en un principio Rommel admiraba a Hitler por sus cualidades como líder. Hasta el inicio del derrumbe del Afrika Korps en 1942 no empezó a criticar al Führer por su falta de visión estratégica, y aun tímidamente al principio, asegurando que «tiene que estar mal informado de lo que realmente sucede aquí». La imagen que tenía del líder victorioso de Checoslovaquia en 1938 y en Polonia en 1939, que tuvo ocasión de ver bien de cerca, no desapareció hasta finales de 1943, con la caída del norte de África.[cita requerida]
Con el paso de los años, sin embargo, esta visión romántica que se tiene popularmente sobre Rommel como un militar ejemplar, apolítico, patriota y ajeno a las atrocidades nazis, magnificada por su «martirio» a causa de su supuesta participación en el complot contra Hitler, ha sido puesta en duda por algunos historiadores.
Si bien ya en 1941 Goebbels había empezado a explotar la imagen del «Zorro del Desierto» con fines propagandísticos, para desviar la atención de los fracasos militares del Reich en los frentes de Gran Bretaña y la Unión Soviética, su actuación en la campaña del Norte de África le valió ser admirado y respetado incluso por la prensa de los países aliados. Por lo tanto, al concluir la guerra, el prestigio del fallecido Rommel cumplió un papel fundamental en la rehabilitación moral de la Wehrmacht como una fuerza militar al servicio de su patria, pero completamente ajena al Holocausto.
Fueron los británicos los que forjaron el llamado «mito de Rommel», por iniciativa de Winston Churchill. Al exaltarle como un ejemplo de «buen alemán» (Good German), se evitaba demonizar a todo el pueblo alemán ante una comunidad internacional horrorizada tras el descubrimiento del Holocausto, para así conseguir la rápida reconciliación entre vencedores y vencidos. Pero la verdadera intención de las potencias occidentales era acelerar el rearme de Alemania (Wiederbewaffnung) para poder contar con un poderoso aliado estratégico con miras a un —prácticamente inevitable— enfrentamiento con la Unión Soviética. Uno de los textos fundacionales del mito es Rommel: The Desert Fox (Desmond Young, 1950), libro biográfico que sirvió de inspiración para la película Rommel, el Zorro del Desierto (1951) y que, a juicio del historiador Patrick Major, prácticamente «bordea la hagiografía». El otro libro de importancia en la manufactura del mito es The Rommel Papers (1953), una recopilación de textos escritos por el propio Rommel y editados póstumamente por Basil Liddell Hart, quien compara el genio estratégico del mariscal con el de Lawrence de Arabia.
Según el historiador Robert M. Citino, Rommel admiraba a Hitler y siempre mantuvo una postura de lealtad hacia el dictador, consciente de que a él le debía el éxito de su carrera militar. Alaric Searle sostiene que Rommel se sentía extremadamente halagado de ser uno de los generales favoritos del régimen, hasta el punto de llegar a «perder el contacto con la realidad». Por su parte, Charles Messenger escribe que si bien la admiración de Rommel por el Führer se había afianzado tras la invasión de Polonia, esta comenzó a decaer luego del desembarco aliado en Normandía, cuando se dio cuenta de que la guerra estaba perdida. Messenger también pone en duda la legendaria habilidad estratégica de Rommel, opinión que es compartida por el general Klaus Naumann, jefe de Estado Mayor de la Bundeswehr durante la guerra de Kosovo. Finalmente, se afirma que Rommel era un hombre ambicioso que aceptó gustosamente ponerse al servicio de la propaganda nazi y que sentía aprecio por los británicos por haberle ayudado a alimentar su propia leyenda en vida.
En lo que sí existe consenso es en que Rommel, pese a su lealtad al Tercer Reich, jamás cometió crímenes de guerra. Según su hijo Manfred, Rommel estaba al tanto de los asesinatos en masa de judíos desde 1943, pero prefirió hacer la vista gorda para lograr ascender en el escalafón militar, a pesar de no simpatizar ideológicamente con los nazis. El debate sobre su figura se reabrió tras el estreno de la película televisiva Rommel, dirigida por Nikolaus Stein y emitida el 1 de noviembre de 2012 por la cadena alemana ARD. El telefilme, que recrea los últimos meses de la vida del mariscal, le muestra como un hombre débil, ambivalente con respecto a la dictadura nazi y consciente de que servía a un régimen genocida.

## Hoja de servicio

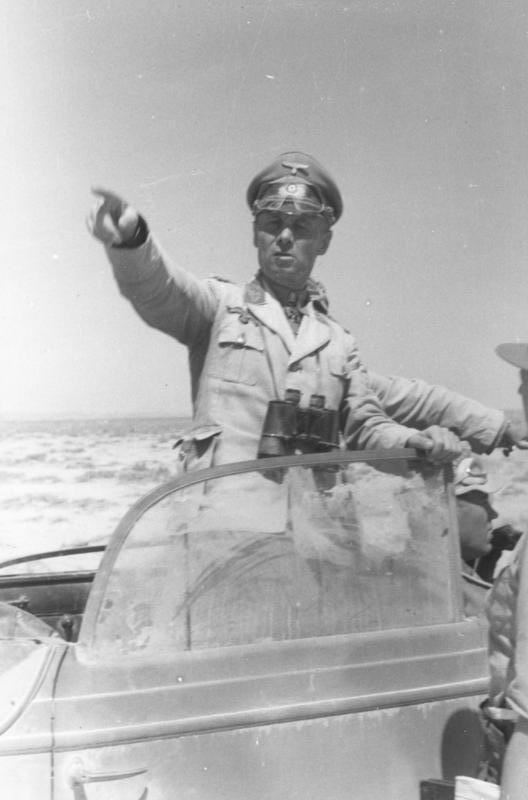
Erwin Rommel dando indicaciones en junio de 1942, durante la campaña africana.

- 19-7-10/3-10-15 124.º regimiento infantería
- 1-3-14/31-7-14 49.º regimiento artillería de campaña
- 4-10-15/10-1-18 batallón de montaña Wurttemberg
- 11-1-18/19-8-18 Estado Mayor del 64.º cuerpo del ejército
- 29-7-18/19-8-18 4.ª compañía del 6.º regimiento
- 20-8-18/8-9-18 1.er batallón artillería pesada de la Landsturm del XX Cuerpo del Ejército
- 21-12-18/24-6-19 124.º regimiento infantería
- 25-6-19/31-12-20 25.ºregimiento infantería
- 1-1-21/30-9-29 13.er regimiento infantería de Stuttgart
- 1-10-29/30-9-33 escuela infantería de Dresde
- 1-10-33/14-1-35 3.er batallón de 17.º regimiento cazadores de Goslar
- 15-1-35/21-1-35 Ministerio de Defensa Nacional
- 25-1-35/14-10-35 3.er batallón cazadores GoslarMiembros de la Legión India Libre inspeccionados por el mariscal Rommel en 1944.

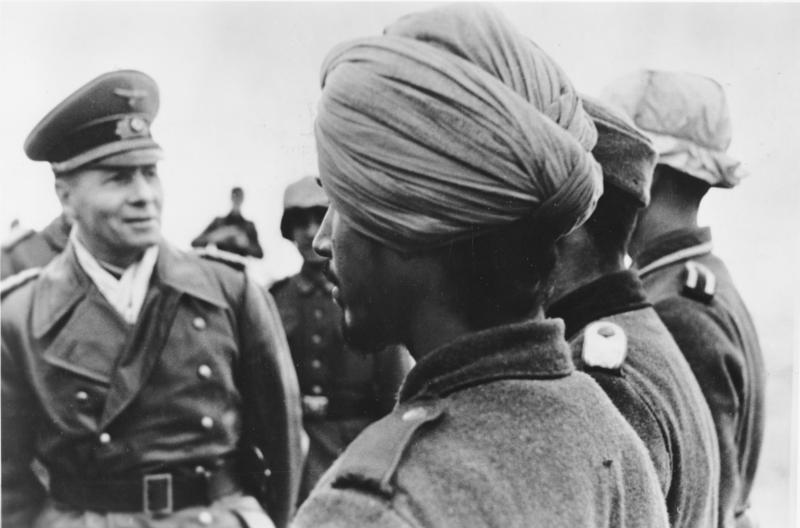
Miembros de la Legión India Libre inspeccionados por el mariscal Rommel en 1944.

- 15-10-35/10-11-38 director escuela de guerra de Wiener Neustadt
- 23-8-39/14-8-40 subjefatura del cuartel general de Hitler
- 15-2-40/14-2-41 jefe 7.ª división Blindada
- 15-8-41/21-1-42 jefe Afrika Korps
- 22-1-42/24-10-42 jefe supremo del Grupo de Ejércitos África
- 25-10-42/22-2-43 comandante en jefe del Ejército blindado italoalemán
- 23-2-43/13-5-43 jefe supremo de las fuerzas de África
- 14-5-43/14-7-43 supervisor muro atlántico
- 15-7-43/3-9-44 comandante en jefe del Grupo de Ejércitos B
- 4-9-44/14-10-44 a disposición del gran cuartel supremo

## Batallas en las que ejerció como comandante supremo
- Batalla de Arrás (1940)
- Asedio de Tobruk (1941)
- Batalla de Gazala (1942)
- Captura de Tobruk por el Eje (1942)
- Batalla de Bir Hakeim (1942)
- Primera Batalla de El Alamein (1942)
- Batalla de Alam Halfa (1942)
- Segunda Batalla de El Alamein (1942)
- Batalla del paso de Kasserine (1943)
- Batalla de Normandía (1944)

## Fechas de ascensos por rango
- Fähnrich (sargento), 19 de julio de 1910
- Leutnant (teniente segundo), 27 de enero de 1912
- Oberleutnant (teniente primero), 18 de septiembre de 1915
- Hauptmann (capitán), 18 de octubre de 1917
- Major (mayor), 1 de abril de 1932
- Oberstleutnant (teniente coronel), 1 de octubre de 1933
- Oberst (coronel), 1 de octubre de 1937
- Generalmajor (mayor general), 1 de agosto de 1939
- Generalleutnant (teniente general), 9 de febrero de 1941
- General der Panzertruppe (General de Tropas Panzer), 1 de julio de 1941
- Generaloberst (coronel general), 24 de enero de 1942
- Generalfeldmarschall (Mariscal de campo), 21 de junio de 1942

## Juegos relacionados
La figura de Rommel y sus campañas forman parte de numerosos juegos a lo largo del mundo, por ejemplo:
- Blitzkrieg Burning Horizon, juego de estrategia en tiempo real en el cual tomas el mando de las fuerzas de Rommel en África.
- Patton vs. Rommel, juego de ordenador creado en 1986.
- Advanced Tactical Series: Advanced Tobruk, juego de tablero cuyo escenario es la llegada de Rommel a África.
- Rommel in the Desert y El zorro del desierto, juegos de tablero sobre la campaña del desierto del Norte de África de la II Guerra Mundial creados en la década de 1980.
- Field Commander Rommel, juego de tablero en solitario que representa 3 de las campañas de Rommel (División Fantasma, África y Día D).
- El juego de ordenador Ratas del Desierto vs Afrika Korps se basa en la campaña africana.
- Nabuko Generales y Conquistadores es un juego de cartas que incluye a grandes generales y conquistadores de la historia universal; Rommel comparte el escenario con Alejandro Magno, Atila, Washington, José de San Martín, Patton y muchos otros.
- En el juego Call of Duty 2, de Activision, las tres primeras partes de la campaña británica se desarrollan en el norte de África, en la cual los británicos luchan contra los Afrika Korps dirigidos por Rommel.
- En el juego Battlefield 1942, de Electronic Arts, en el que se puede luchar con o contra los Afrika Korps, se menciona a Rommel en numerosas batallas.
- En la campaña principal del juego R.U.S.E., de Activision, se menciona a Rommel como adversario táctico en numerosas batallas, en las que se debe combatir contra sus tropas en el norte de África y sur de Italia como el general ficticio Joseph Sheridan.
- En el juego de estrategia en tiempo real de construcción de imperios Empire Earth, Rommel aparece en la segunda parte de la campaña alemana como el líder de las tropas alemanas durante la Operación León Marino. Además figura como el «héroe estratega» por defecto de la Edad Atómica - II Guerra Mundial.
- En el juego Codename Panzers: Phase one aparece como un NPC durante la primera misión de la invasión a Francia en la campaña alemana, encontrándose con el héroe de la campaña, Hans von Gröbel.
- En el juego Hearts of Iron IV Erwin Rommel está disponible para ser establecido como un militar de alto mando
- Road To Valor WW2: Rommel aparece en una carta que hace que su presencia en su Panzer suba la moral a todo tipo de cartas que estén cerca de él.

## Cine y música
- Five Graves to Cairo (1943). Dirigida por Billy Wilder.
- Rommel, el zorro del desierto (1951). Dirigida por Henry Hathaway y protagonizada por James Mason.
- La Noche de los Generales (1967). Dirigida por Anatole Litvak, papel representado por Christopher Plummer. Esta película representa la versión de la muerte del General ametrallado por una pareja de Spitfires de la RAF y su implicación en el atentado del 20 de julio de 1944.
- Rommel (2012). Dirigida por Nikolaus Stein von Kamienski y protagonizada por Ulrich Tukur.

En 2008 la banda de Power metal Sabaton hizo referencia a Erwin Rommel y a la «División Fantasma» en la canción «Ghost Division» de su cuarto álbum The Art of War.
Rommel es mencionado en la canción Motumbo, perteneciente a la banda argentina de rock Los Piojos. Esta canción se encuentra en su disco Máquina de sangre, publicado en el año 2003 ("...Rommel avanzando sus panzer...").